# 利哈乔夫汽车厂
莫斯科利哈乔夫工厂股份有限公司（俄语：Завод имени Лихачёва），简称吉尔汽车厂（ЗиЛ, ZiL），是俄罗斯一家汽车与重型装备制造厂。有吉斯（ЗиС, ZiS）和吉尔（ЗиЛ, ZiL）两大汽车品牌，汽车技术更新换代较慢。 

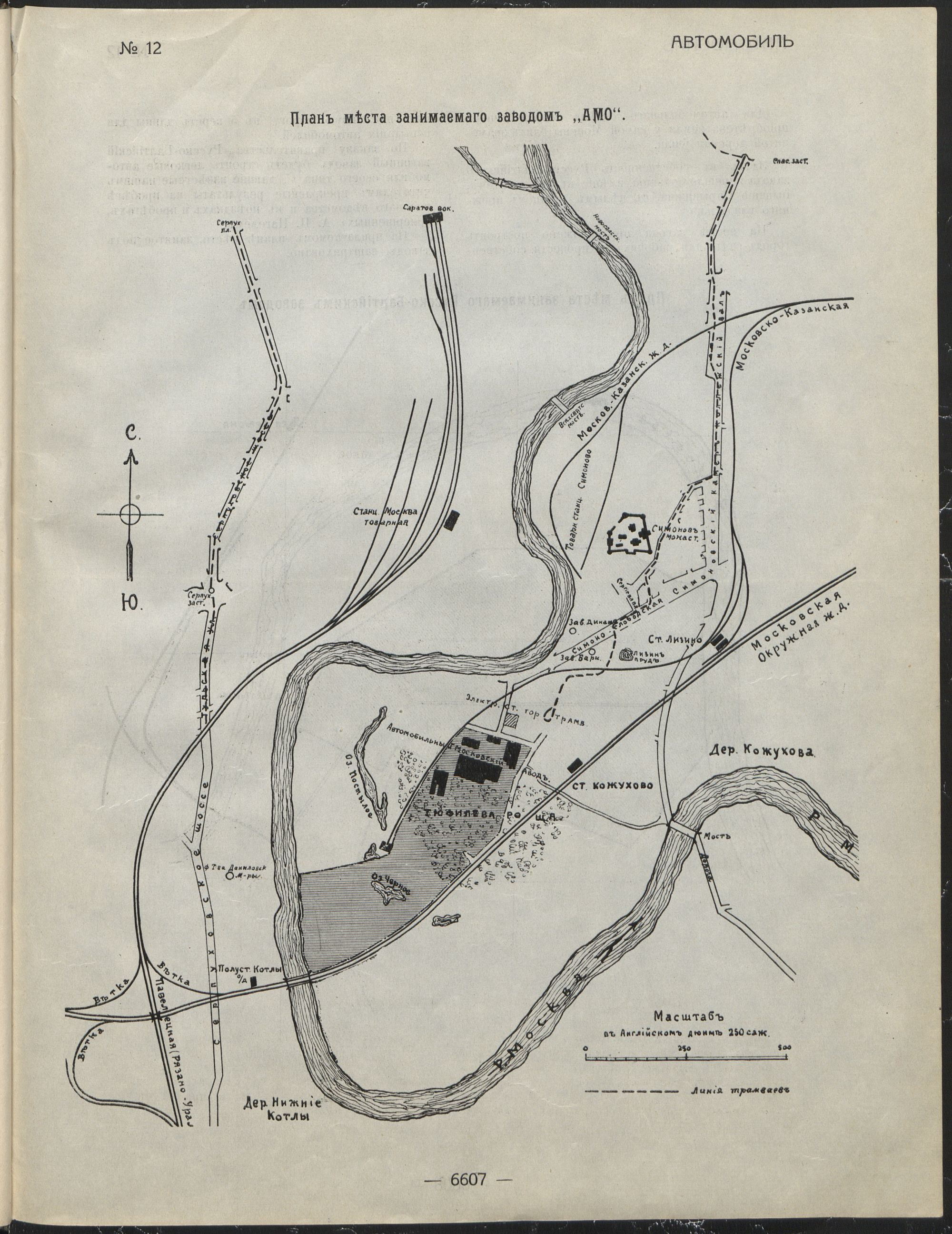
1916的建厂方案

## 历史
1915年从意大利菲亚特汽车厂引进卡车生产线，1916年沙俄建设的6家汽车厂之一，时称莫斯科汽车厂 (缩写为AMO）。按许可证生产意大利菲亚特的F-15 1.5吨级卡车。虽然到1917年仅完成了三分之二的工程量，但这已是6家中进展最快的一家。由于随后的十月革命与俄国内战，该厂于1924年11月1日生产出第一辆车，AMO-F-15。1926年—1927年工厂只生产425辆汽车。1928年工厂年生产总量只有800辆。
1931年，苏联第一个五年计划期间，该厂得到美国A.J. Brandt Co.的技术改造, 美方还派专家赴苏现场指导，苏方也派人到美国汽车厂实习，援助中国一汽建厂的总专家（专家组组长）希格乔夫就曾在美国实习过。新建起巨大厂房，面积达120万平方米，工厂占地为500公倾，职工2.5万人，年产能力扩大到2.5万辆，1931年10月21日，新建工厂流水线投产。1931年10月1日起，“阿莫”工厂被命名为斯大林汽车厂（缩写为ZIS或ZiS，简称“吉斯”工厂）。1934年到1937年斯大林汽车厂又进行第二次扩建工程，生产新型的3NC—5载重车。1937年产量超过6万辆。1946年3月工厂进行第三次扩建改造，换型产品，新产品为“吉斯—150”，到1948年末日产达到250辆规模。
1956年6月24日，赫鲁晓夫反个人崇拜运动中，更名为利哈乔夫汽车厂，以其首任总经理伊万·阿列克谢维奇·利哈乔夫命名。

## 子公司
布良斯克汽车厂生产越野牵引车与底盘，载重14-40吨。

## 车型

### 豪华车
- ZIS-101（英语：ZIS-101） (1936)仿制美国豪华轿车帕克德（Packard）制造出了供政府公务专用的8缸
- ZIS-102（英语：ZIS-101） (1938, convertible version of ZIS-101)
- ZIS-110 (1945年8月) 仿制美国1942年款“派克超八”。一说该生产线是美国派克公司“派克180”的淘汰生产线。每年的产量只有十几辆手工定制车。“吉斯-110”还有敞篷版本。采用直列8缸汽油发动机，140匹马力，带同步器的3速手动变速箱，油耗为每百公里23升，最高车速能到达140公里。1958年停产时总产量为2083台。
- ZIS-115（英语：ZIS-115） (ZIS-110的防弹型，车身安装8mm厚的装甲，70mm厚的防弹玻璃，底盘也安装了装甲，能经受反步兵地雷的爆炸冲击，车厢内还有一道可升降的中隔玻璃。自重达到7.5吨。)
- ZIL-MZ（英语：ZIL-MZ） (prototype sub-compact convertible, 1962)
- ZIL-111（英语：ZIL-111） (1958)
- ZIL-114（英语：ZIL-114） (1970)
- ZIL-115（英语：ZIL-115） (1972)
- ZIL-117（英语：ZIL-117） (1972, shortened ZIL-114)
- ZIL-4102（英语：ZIL-4102） (prototype, 1988)
- ZIL-4104（英语：ZIL-4104） (1978)
- ZIL-4105 (1988, armoured version of ZIL-41047)
- ZIL-41041 (1985, five-seat version of ZIL-41047)
- ZIL-41042（英语：ZIL-4104） (station wagon version of ZIL-4104)
- ZIL-41044（英语：ZIL-4104） (convertible version of ZIL-4104)
- ZIL-41045（英语：ZIL-4104） (1983, upgraded ZIL-4104)
- ZIL-41047 (1985)
- ZIL-41072 (1988, escort version of ZIL-41047)
- ZIL-4112（英语：ZIL-4112） (2005?, concept)
- ZIL-4112R（英语：ZIL-4112） (2012)

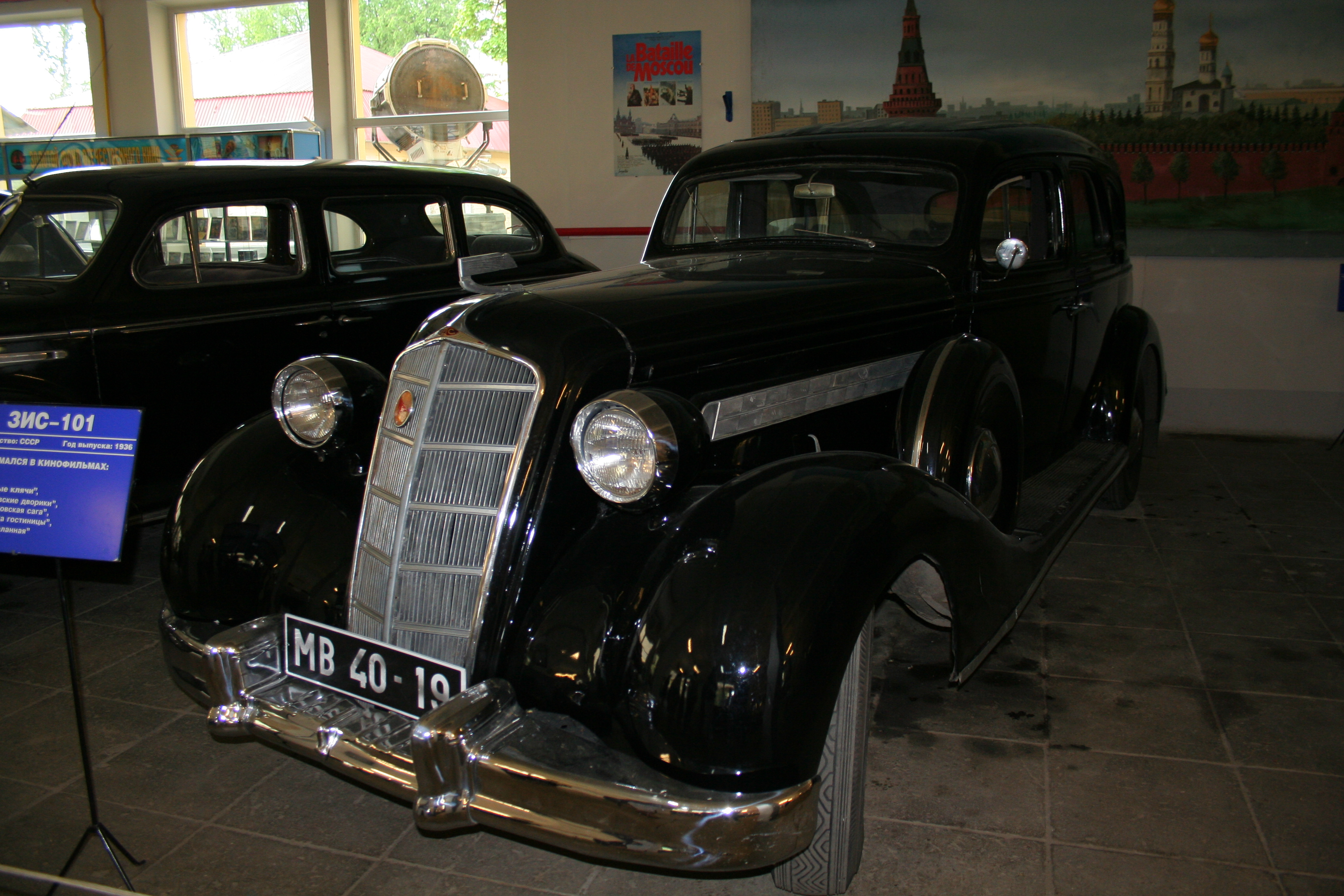
ZIS-101
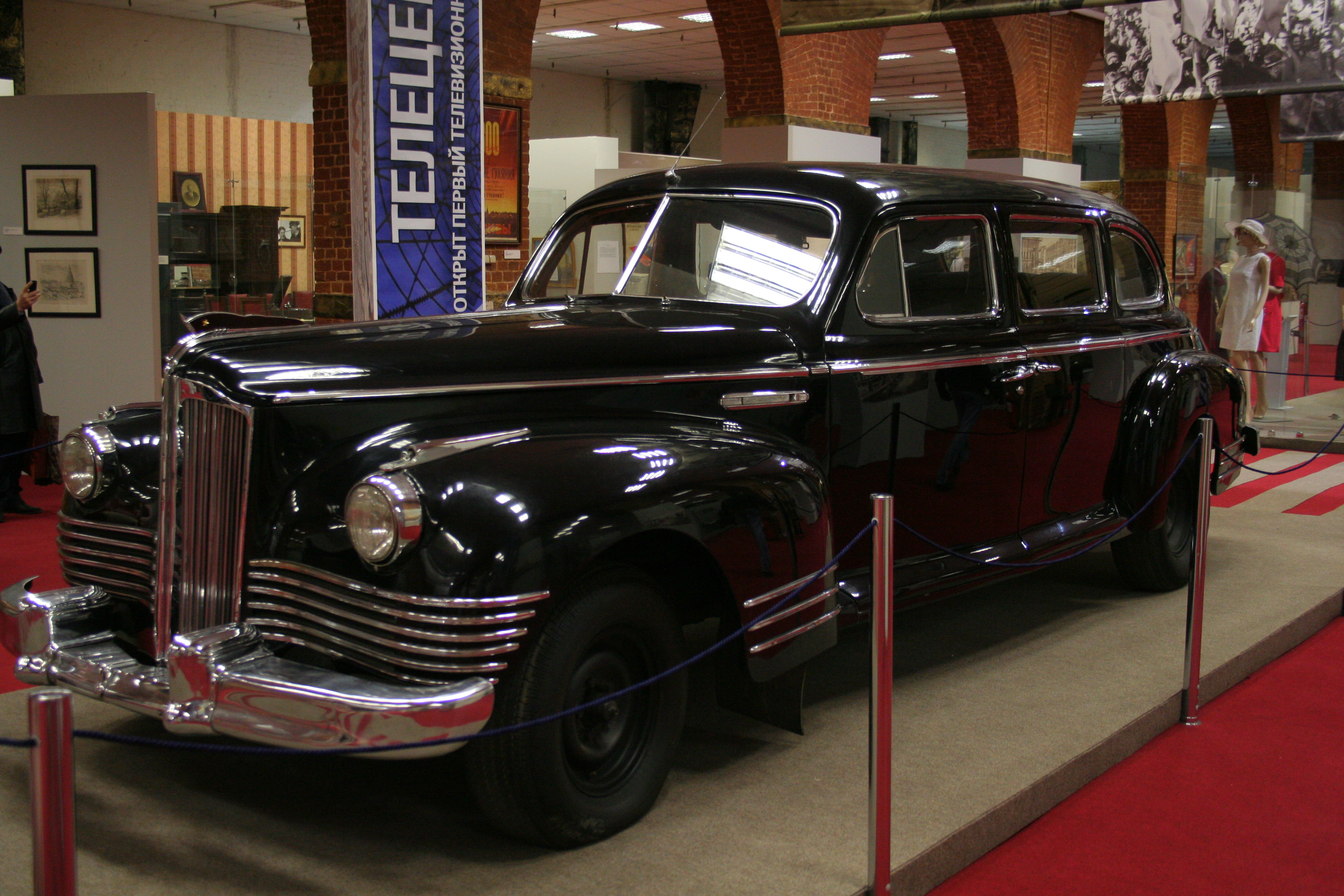
ZIS-110
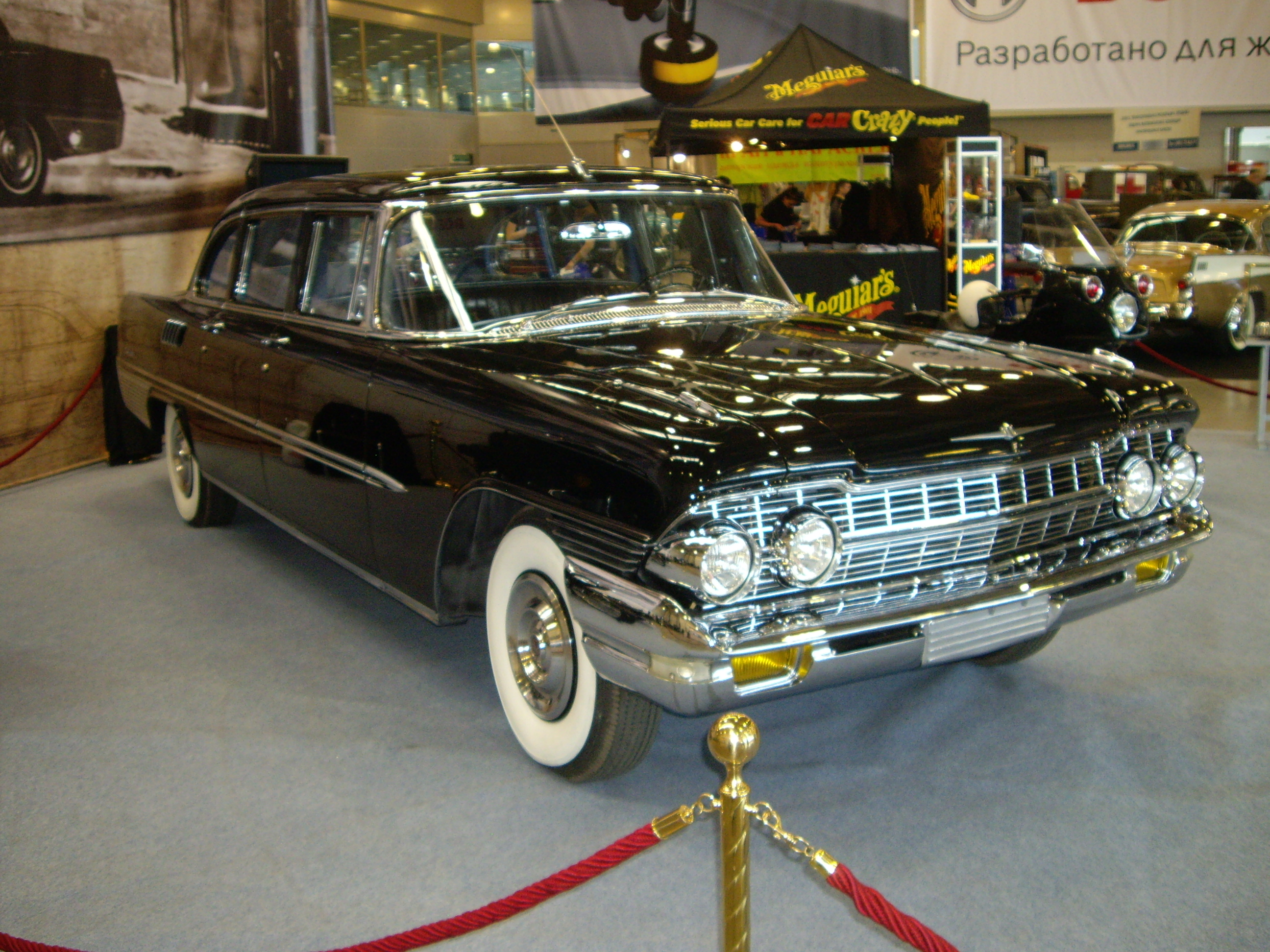
ZIL-111
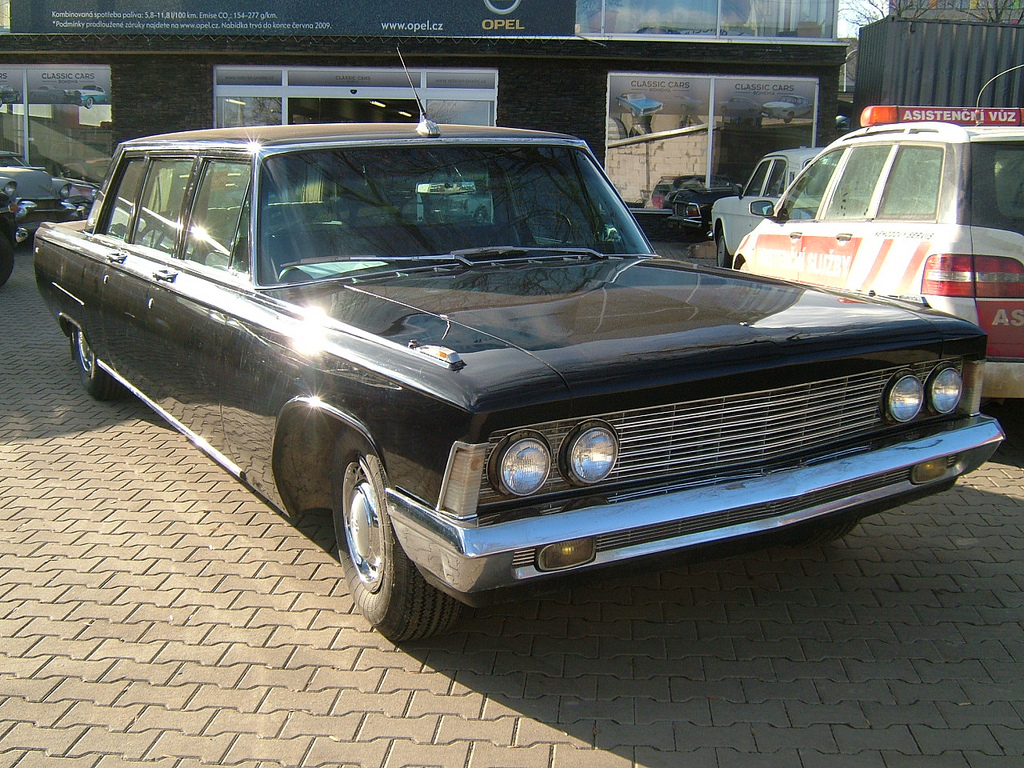
ZIL-114
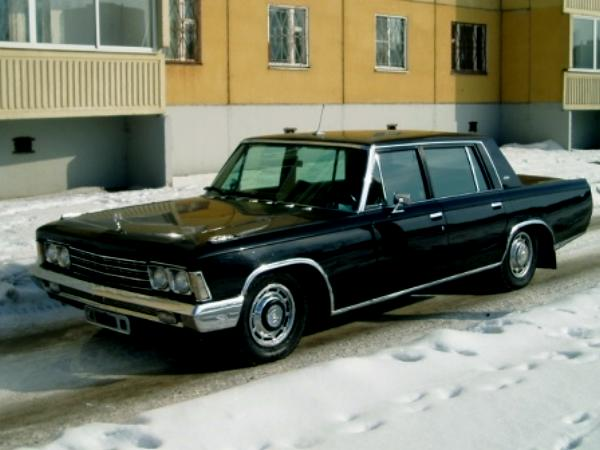
ZIL-117
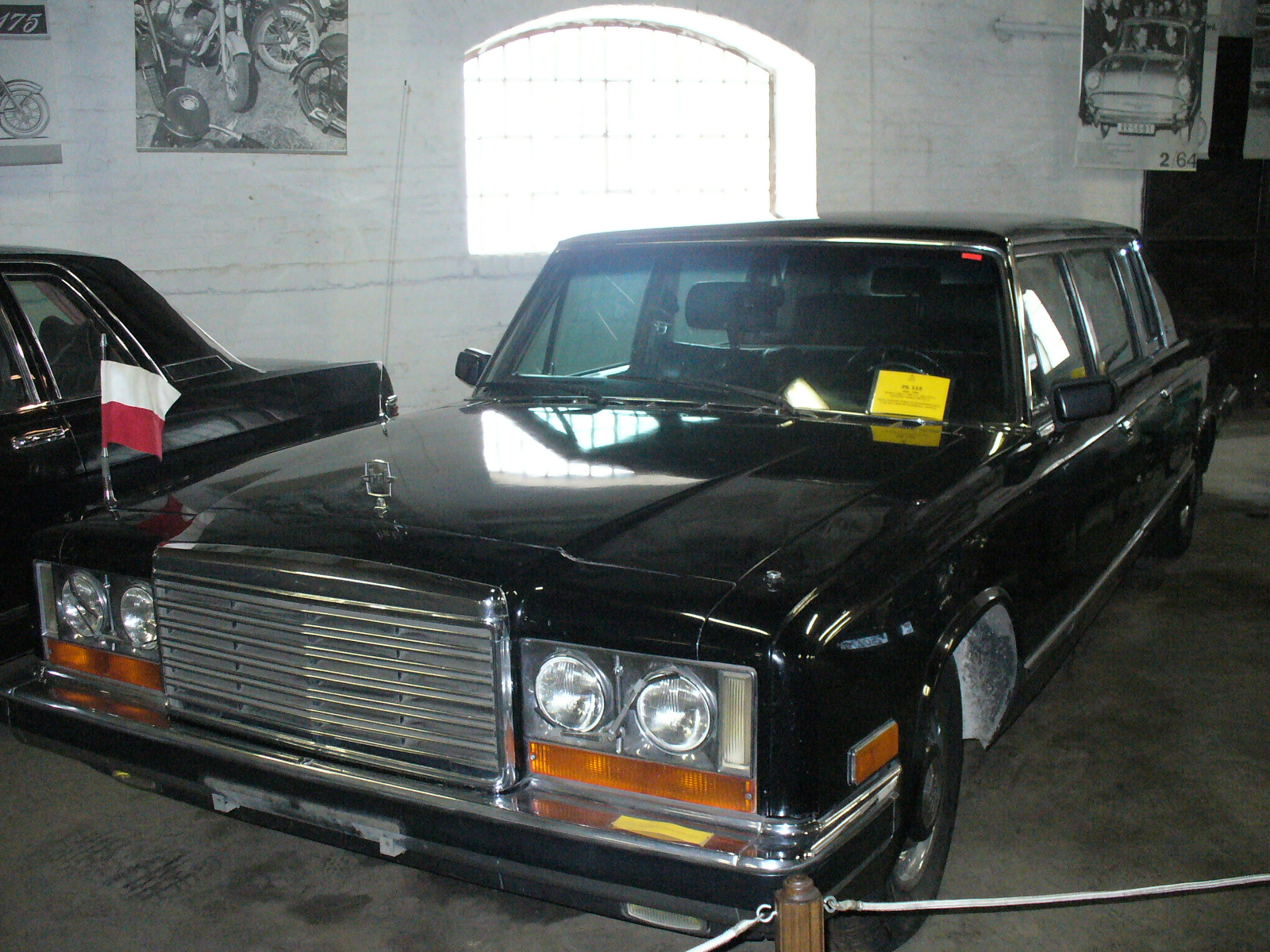
ZIL-4104
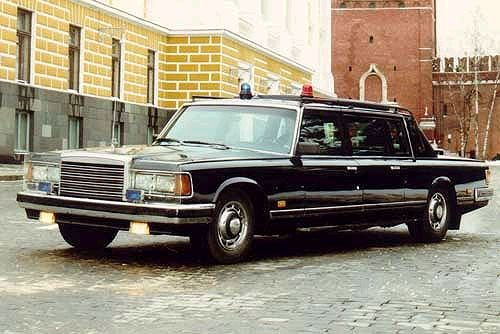
ZIL-41047

### 卡车

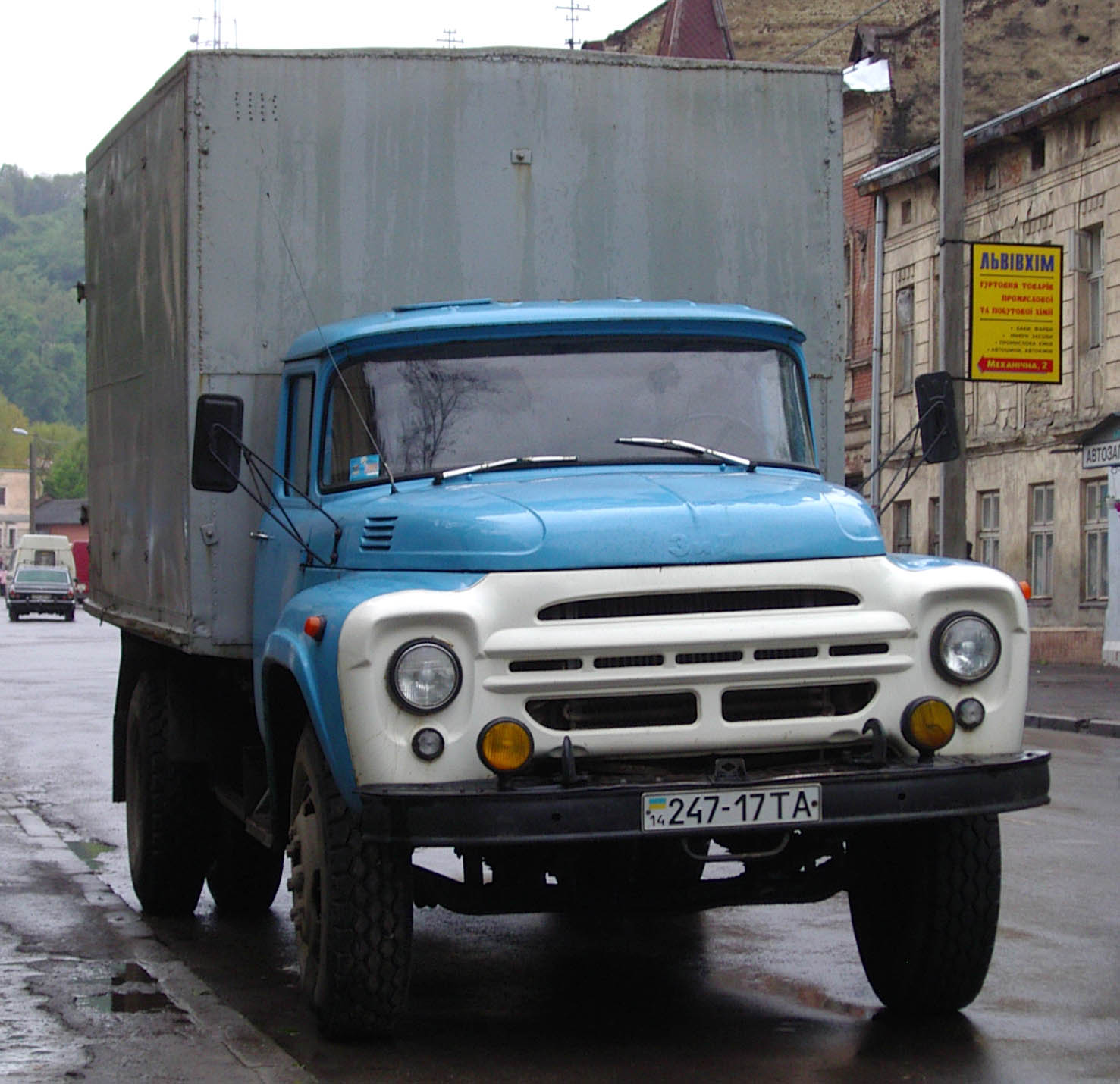
ZIL 130

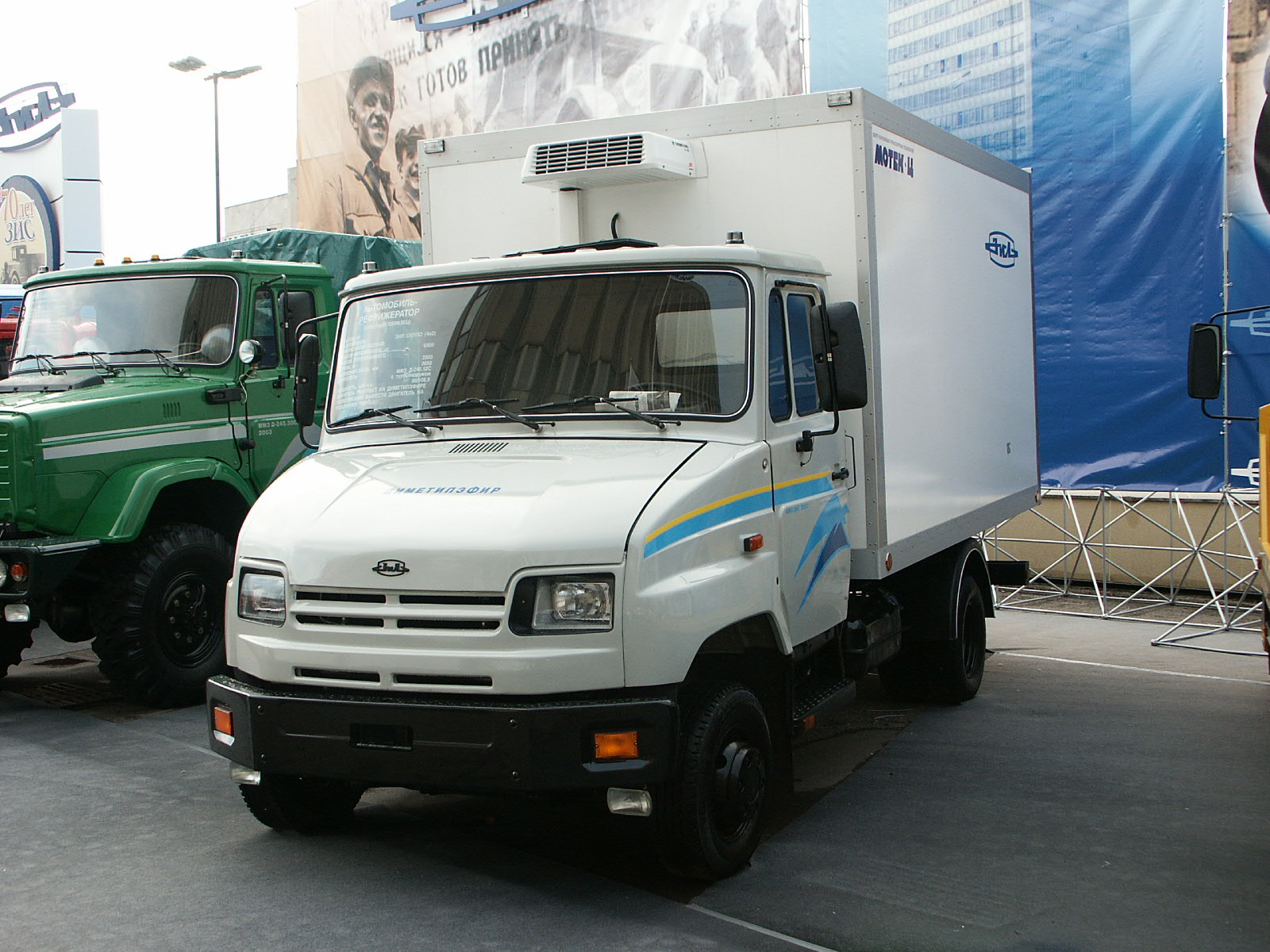
ZIL 5301

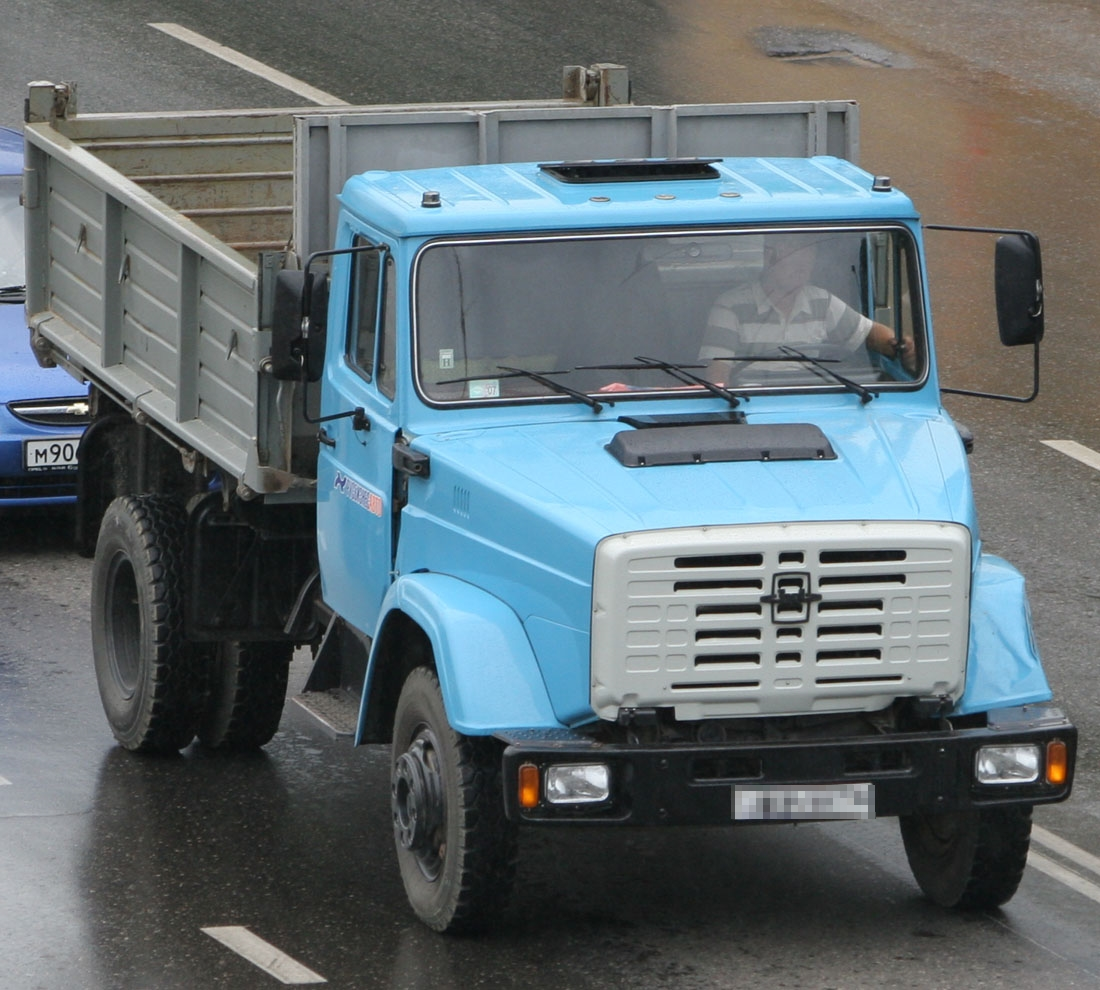
ZIL 4331

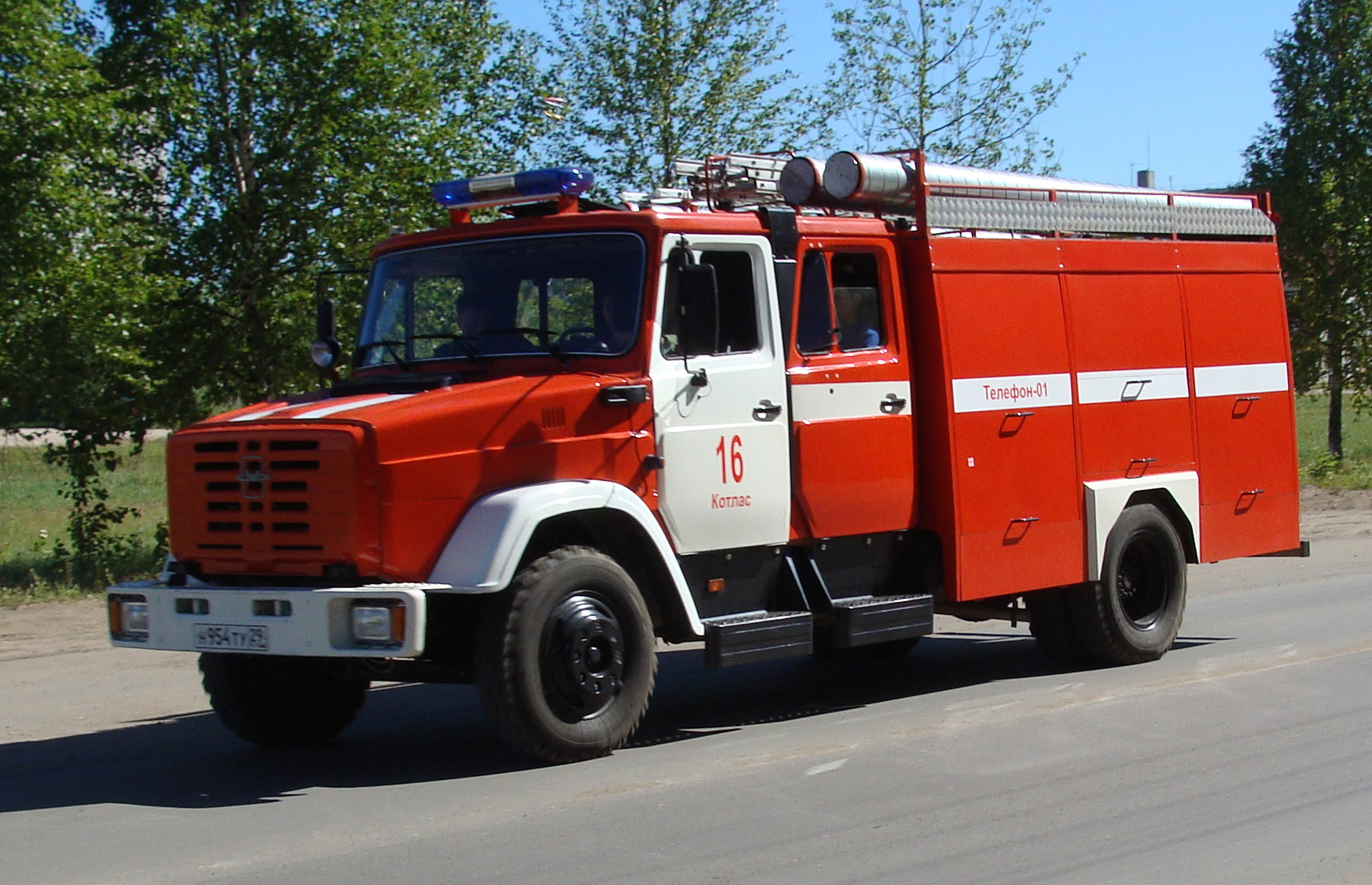
fire truck AC 3.2-40 (ZiL-4331)

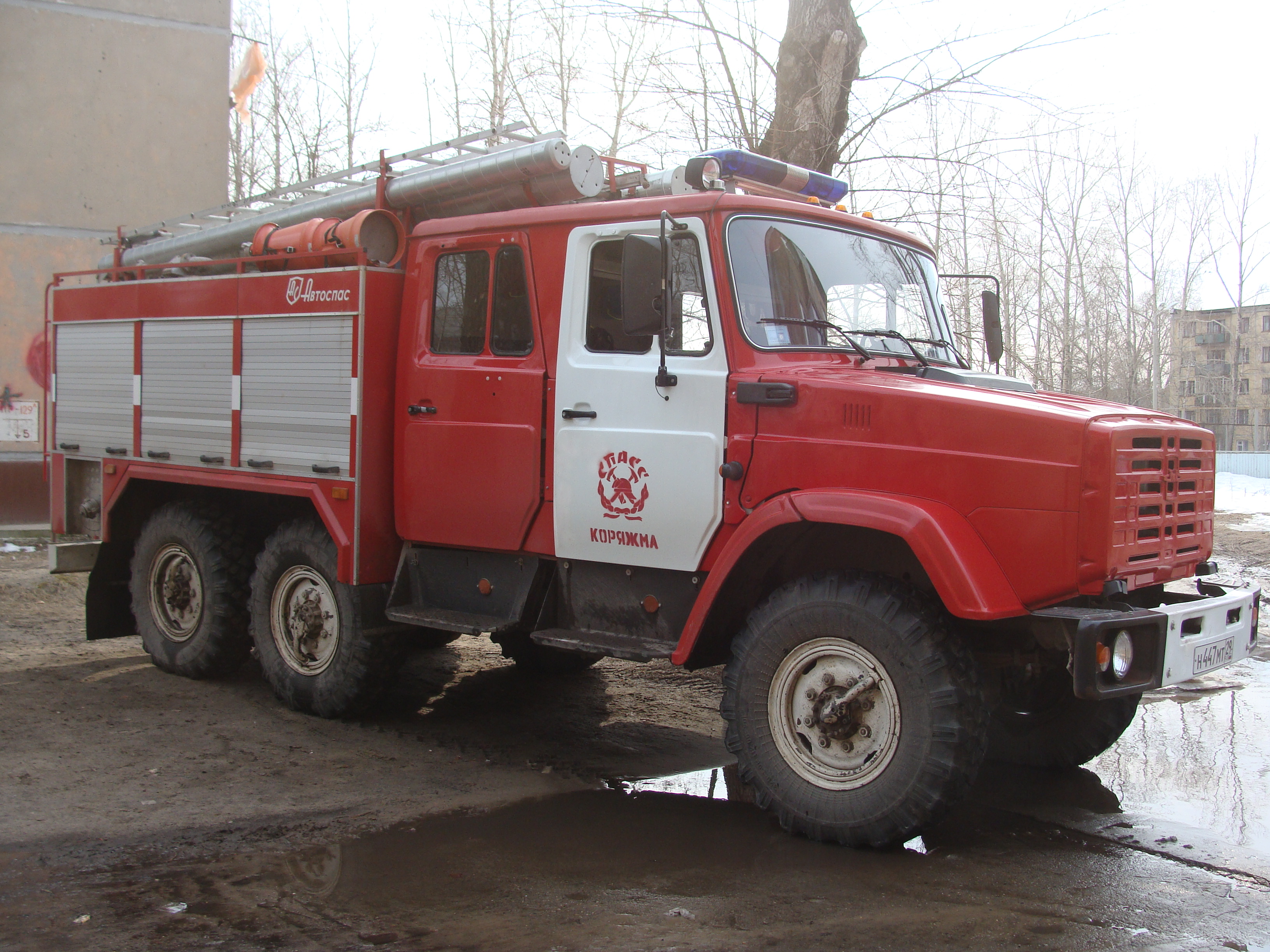
fire truck AC 3,0-40 (ZiL-4334)

- AMO-怀特：建厂后依靠维修美国怀特（White）卡车的过程中所积累的经验，自己开始生产载质量为3t的卡车。使用了该厂自己生产的部件及总成，其中一些还是由该厂设计的。
- AMO F-15 (1924, 菲亚特F-15的生产许可证)4缸化油器式水冷发动机，使用了磁石点火系统。4挡变速箱。后桥横梁与传动轴壳体设计成一个部件。为了防止车轮内胎的磨损加剧，该车型前轮的半轴角度设计为178°。原来变速器的操作杆及手刹均设置在驾驶室外侧，之后该厂对其作了改动，把它们移至靠近司机的地方，并新配备了蓄电池照明系统及喇叭。
- AMO-2（英语：AMO-2） (1930)采用进口的汽车零部件，掌握了生产AMO-2型军用卡车的技术
- AMO-3（英语：AMO-3） (1931)
- AMO-7（英语：AMO-7） (1932, prototype tractor-trailer based on AMO-3)
- ZIS-5：1934年，AMO-3使用了一些新的更为先进的零部件，重新命名为吉斯（ZIS）-5型。可靠性强、维修便利、耐低温性好，6缸化油器发动机，带有蓄电池点火系统。干式双片离合器、4挡变速箱、双级主传动器以及机械传动式刹车装置。1944年，乌拉尔汽车与发动机厂生产的吉斯-5卡车投产，配备了56kW发动机以及轮胎压力更大的新型轮胎。至1948年停产，共生产了532311辆。
- ZIS-6（英语：ZIS-6） (1934, 引进了美国Autocar的Dispatch Model SA and Model SD)
- ZIS-10（英语：ZIS-5 (truck)#Variants） (1934, tractor-trailer version of ZIS-5)
- ZIS-11（英语：ZIS-5 (truck)#Variants） (1934, extra long wheelbase version of ZIS-5)
- ZIS-12（英语：ZIS-5 (truck)#Variants） (1934, long wheelbase version of ZIS-5)
- ZIS-13（英语：ZIS-5 (truck)#Variants） (1936, gas generator version of ZIS-5)
- ZIS-14（英语：ZIS-5 (truck)#Variants） (1934, long wheelbase version of ZIS-5)
- ZIS-15 (prototype replacement for ZIS-5, 1938)
- ZIS-21（英语：ZIS-5 (truck)#Variants） (1939-1941, based on ZIS-5 but powered by wood gas)
- ZIS-22（英语：ZIS-5 (truck)#Variants） (半履带车, 1939-1941, based on the ZIS-5)
- ZIS-23（英语：ZIS-23） (three axle prototype based on the ZIS-15)
- ZIS-24（英语：ZIS-24） (four-wheel-drive prototype based on the ZIS-15)
- ZIS-30（英语：ZIS-5 (truck)#Variants） (1940, multifuel version of ZIS-5)
- ZIS-32（英语：ZIS-5 (truck)#Variants） (1941, 4x4 version of the ZIS-5)
- ZIS-33（英语：ZIS-5 (truck)#Variants） (1940, halftrack, based on the ZIS-5)
- ZIS-36（英语：ZIS-5 (truck)#Variants） (1944, prototype 6x6 version of ZIS-5)
- ZIS-41（英语：ZIS-5 (truck)#Variants） (1940, simplified version of ZIS-21)
- ZIS-42 (Halftrack, 1942-1944, based on the ZIS-5)
- ZIS-43（英语：ZIS-43） (1944, armed version of ZIS-42)
- ZIS-50（英语：ZIS-5 (truck)#Variants） (1946, re-engined ZIS-5)
- ZIS-120N (1956, tractor-trailer version of ZIS-150)
- ZIS-121（英语：ZIS-151） (tractor-trailer version of ZIS-151)
- ZIS-128（英语：ZIS-128） (1954, prototype for ZIL-131)
- ZIS-E134（英语：ZIS-E134） (1955, prototype off road vehicle)
- ZIS-150 (1947，中国引进后为CA-10)
- ZIS-151（英语：ZIS-151） (1948, ZIS-150的3轴全驱越野型，中国的对应车型为CA-30

)
- ZIS-153（英语：ZIS-153） (1952?, prototype halftrack based on ZIS-151)
- ZIS-156 (1947, gas generator version of ZIS-150)
- ZIS-253（英语：ZIS-253） (prototype)
- ZIS-585 (1949, dump-truck version of ZIS-150)
- ZIL-130（英语：ZIL-130） (1962, 1987年生产转移给乌拉尔汽车与发动机厂（英语：Amur (company)）
- ZIL-131 (1967,3轴全驱越野型，防水发电机、密封性好的起动机以及屏蔽和密封良好的发动机点火系统，能用于气温在零下40℃至零上55℃。保有量较大，在俄罗斯随处可见。1987年生产转移给乌拉尔汽车与发动机厂（英语：Amur (company)）
- ZIL-132（英语：ZIL-132） (1960, prototype off road vehicle)
- ZIL-133（英语：ZIL-130） (1975, three-axle version of ZIL-130)
- ZIL-134（英语：ZIL-134） (1957, prototype off road vehicle)
- ZIL-135（英语：ZIL-135） (1959, prototype off road vehicle) - later built by BAZ
- ZIL-136（英语：ZIL-136） (1957, prototype off road vehicle)
- ZIL-137（英语：ZIL 131） (prototype off road tractor-trailer based on ZIL-131)
- ZIL-138（英语：ZIL-130） (1975, LPG powered version of ZIL-130)
- ZIL-157軍卡 (1958，3轴全驱越野型ZiS-150的改进型，具有了轮胎压力中央控制系统)
- ZIL-157R（英语：ZIL-157） (1957, prototype off road vehicle based on ZIL-157)
- ZIL-164（英语：ZIL-164） (1957, improved ZIS-150)
- ZIL-164N（英语：ZIL-164） (1957, tractor trailer version of ZIL-164)
- ZIL-165（英语：ZIL-165） (1958, prototype for ZIL-131)
- ZIL-166（英语：ZIL-164） (1957, gas generator version of ZIL-164)
- ZIL-E-167（英语：ZIL-E-167） (1962?)
- ZIL-169G（英语：ZIL-169G） (prototype for ZIL-4331)
- ZIL-E169A（英语：ZIL-E169A） (1964, prototype cab-over truck)
- ZIL-170（英语：ZIL-170） (1969, prototype for KAMAZ-5320)
- ZIL-175（英语：ZIL-175） (1969, two-axle version of ZIL-170, prototype for Kamaz)
- ZIL-485（英语：BAV 485） (amphibious vehicle based on ZIS-151)
- ZIL-553（英语：ZIL-164） (cement mixer based on ZIL-164)
- ZIL-555（英语：ZIL-130） (1964, dump truck based on ZIL-130)
- ZIL-585（英语：ZIL-164） (1957, dump truck based on ZIL-164)
- ZIL-2502（英语：ZIL-2502） (dump truck based on ZIL-5301)
- ZIL-3302（英语：ZIL-3302） (1992, prototype truck based on ZIL-119)
- ZIL-3906（英语：ZIL-3906）
- ZIL-4305（英语：ZIL-4305） (1983, prototype truck based on ZIL-4104)
- ZIL-4327（英语：ZIL-4327） (2004?)
- ZIL-4331（英语：ZIL-4331） (1986)
- ZIL-4334（英语：ZIL-4334） (2004)
- ZIL-4514（英语：ZIL-4514） (dump truck based on ZIL-133)
- ZIL-4972（英语：ZIL-4972）
- ZIL-5301（英语：ZIL-5301） "Bychok" ("Bull") (1992)
- ZIL-5901（英语：ZIL-5901） (1970)
- ZIL-6404（英语：ZIL-6404） (1996)
- ZIL-6309（英语：ZIL-6309） (1999)
- ZIL-6409（英语：ZIL-6409） (1999)
- ZIL-432720（英语：ZIL-432720）
- ZIL-432930（英语：ZIL-432930） (2003)
- ZIL-433180（英语：ZIL-433180） (2003)
- ZIL-436200（英语：ZIL-436200） (2009)

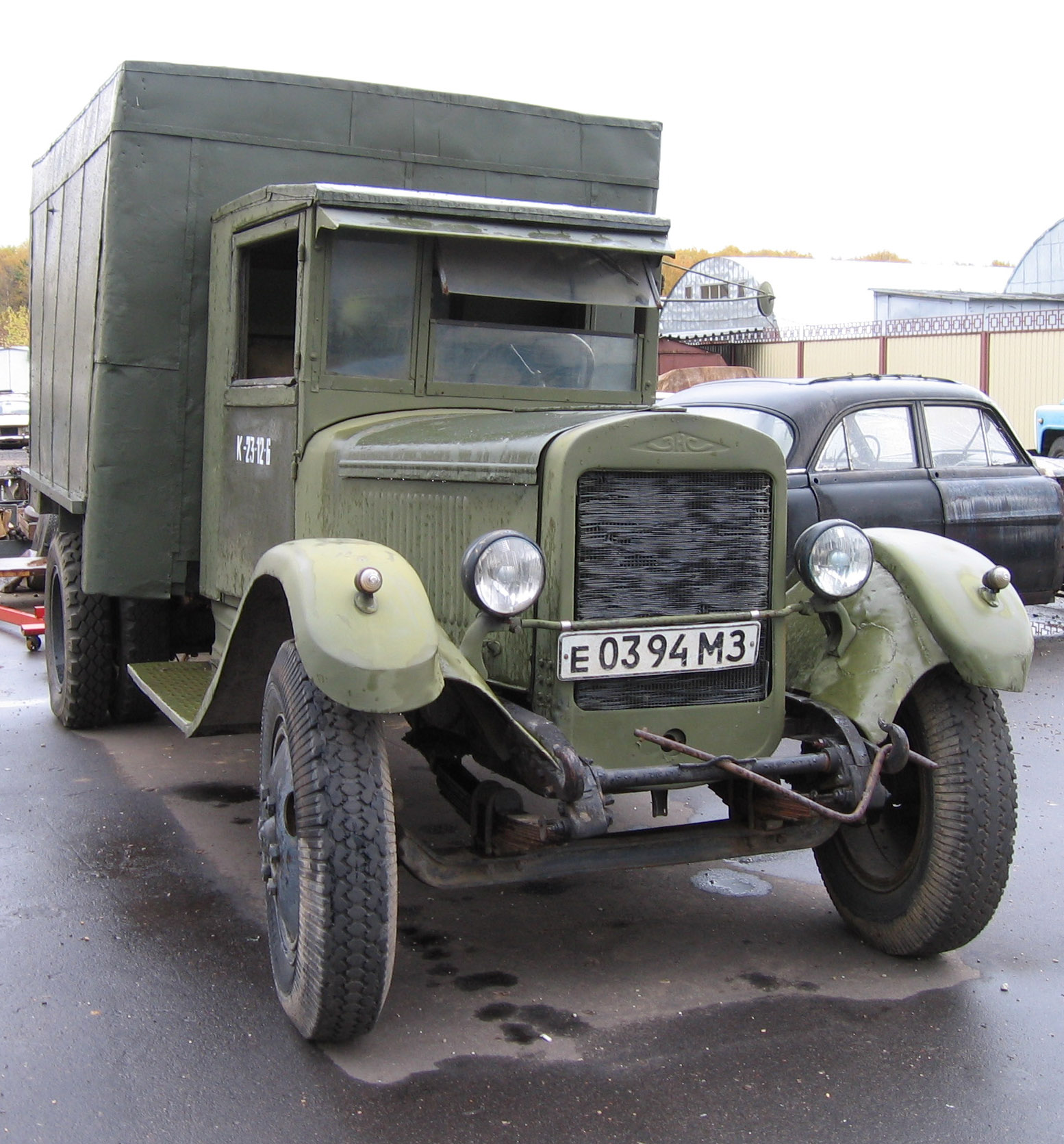
ZIS-5
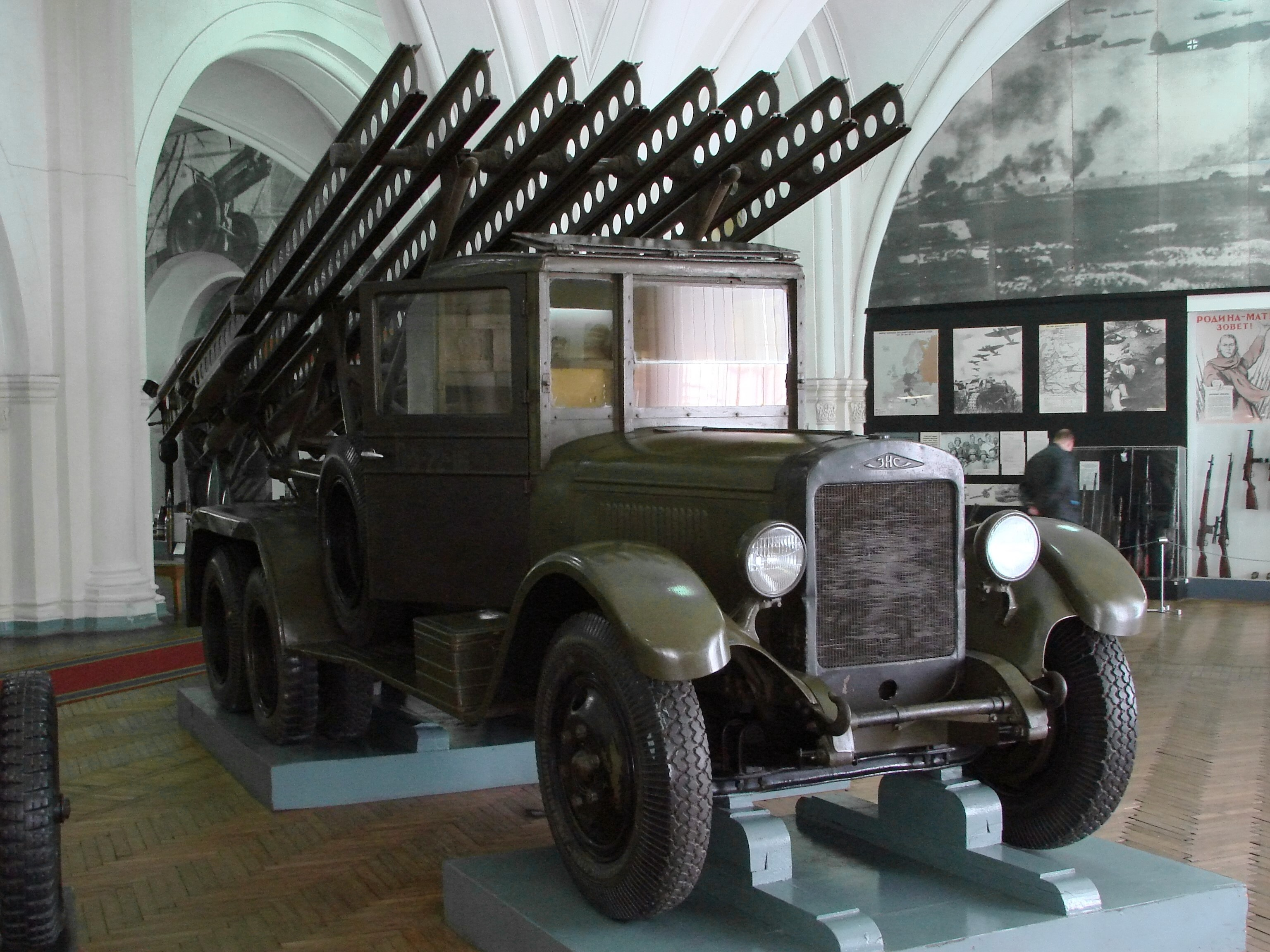
BM-13-16 on a ZiS-6 chassis
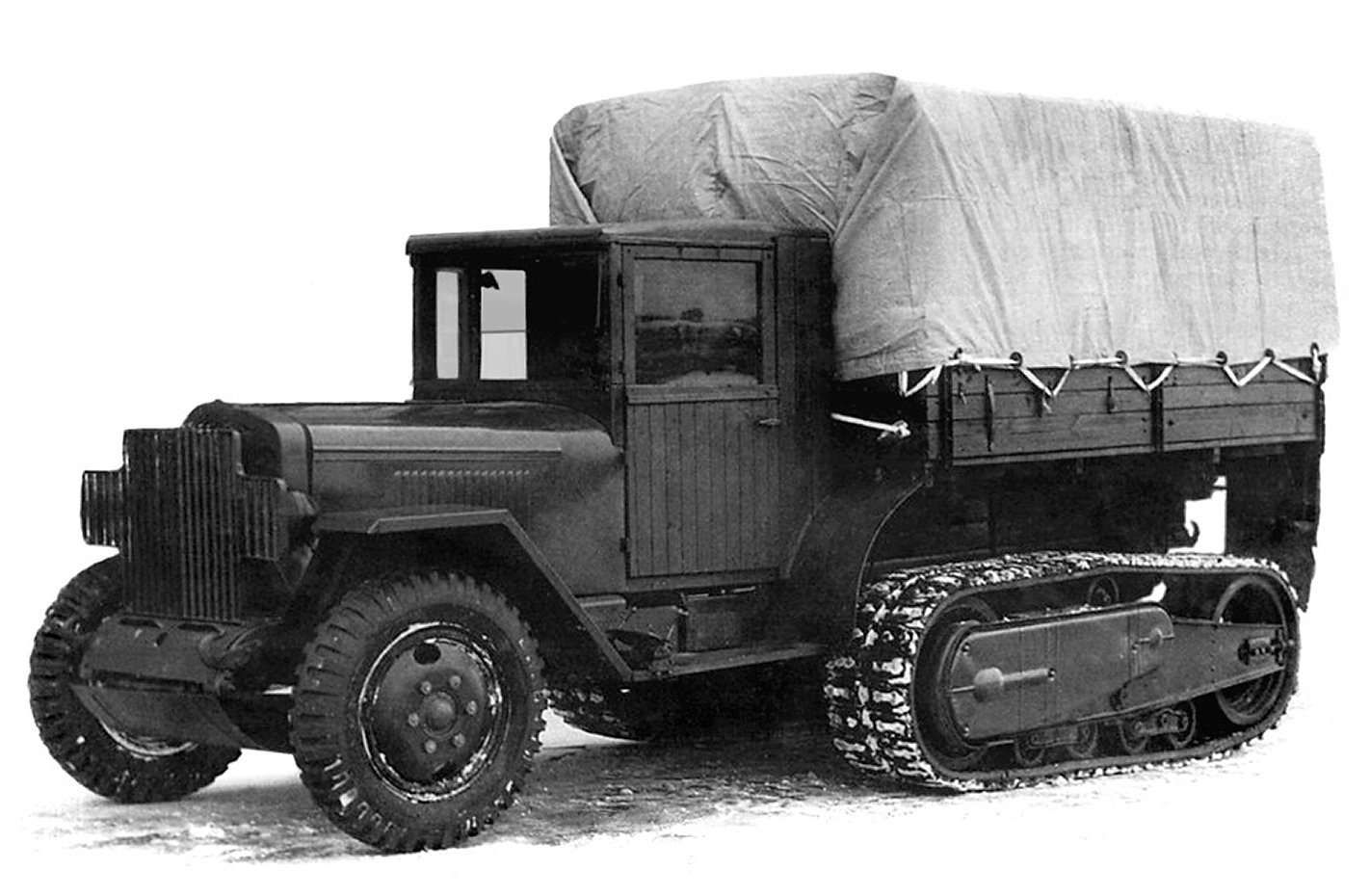
ZIS-42M
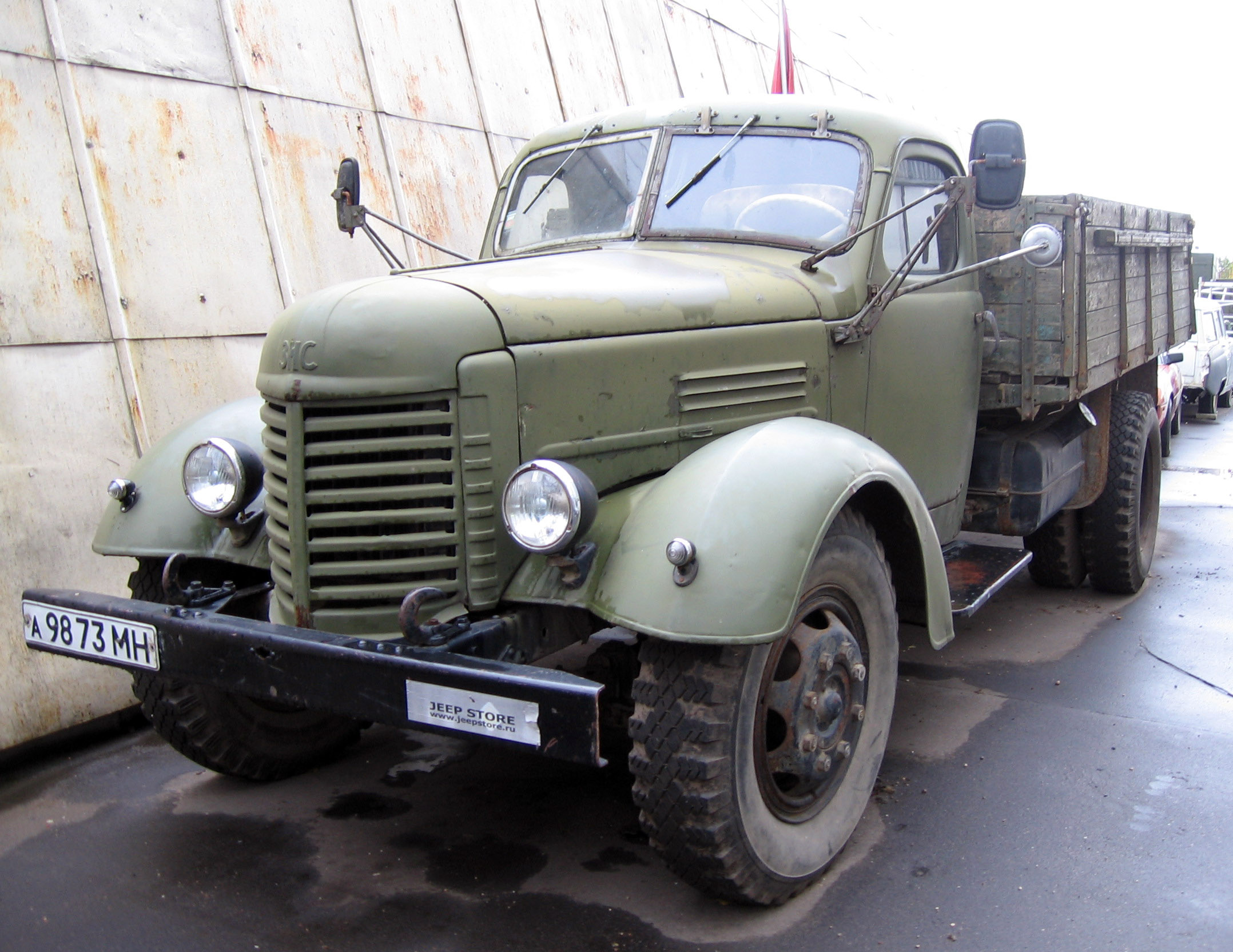
ZIS-150
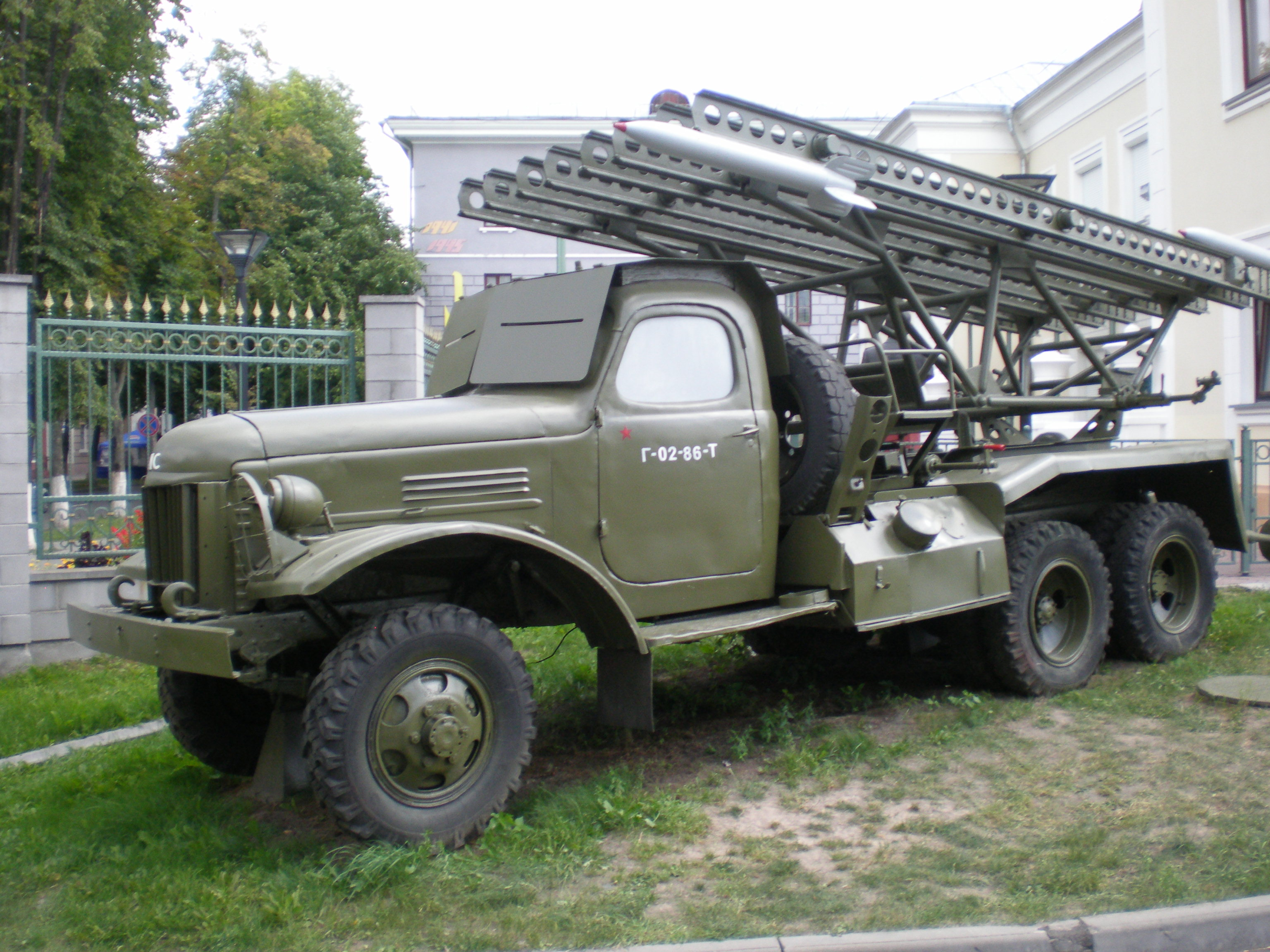
BM-13-16 on a ZiS-151
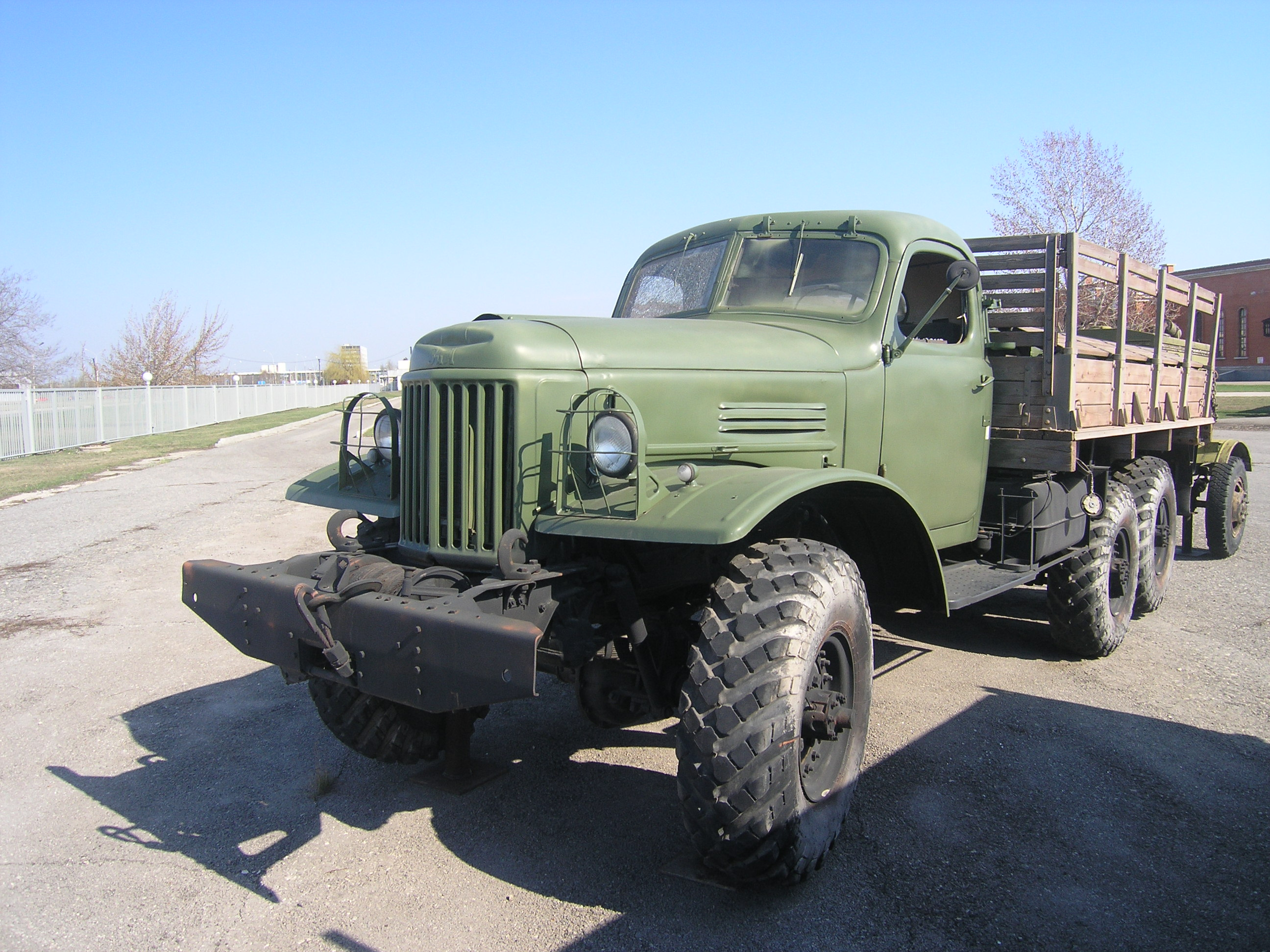
ZIL-157
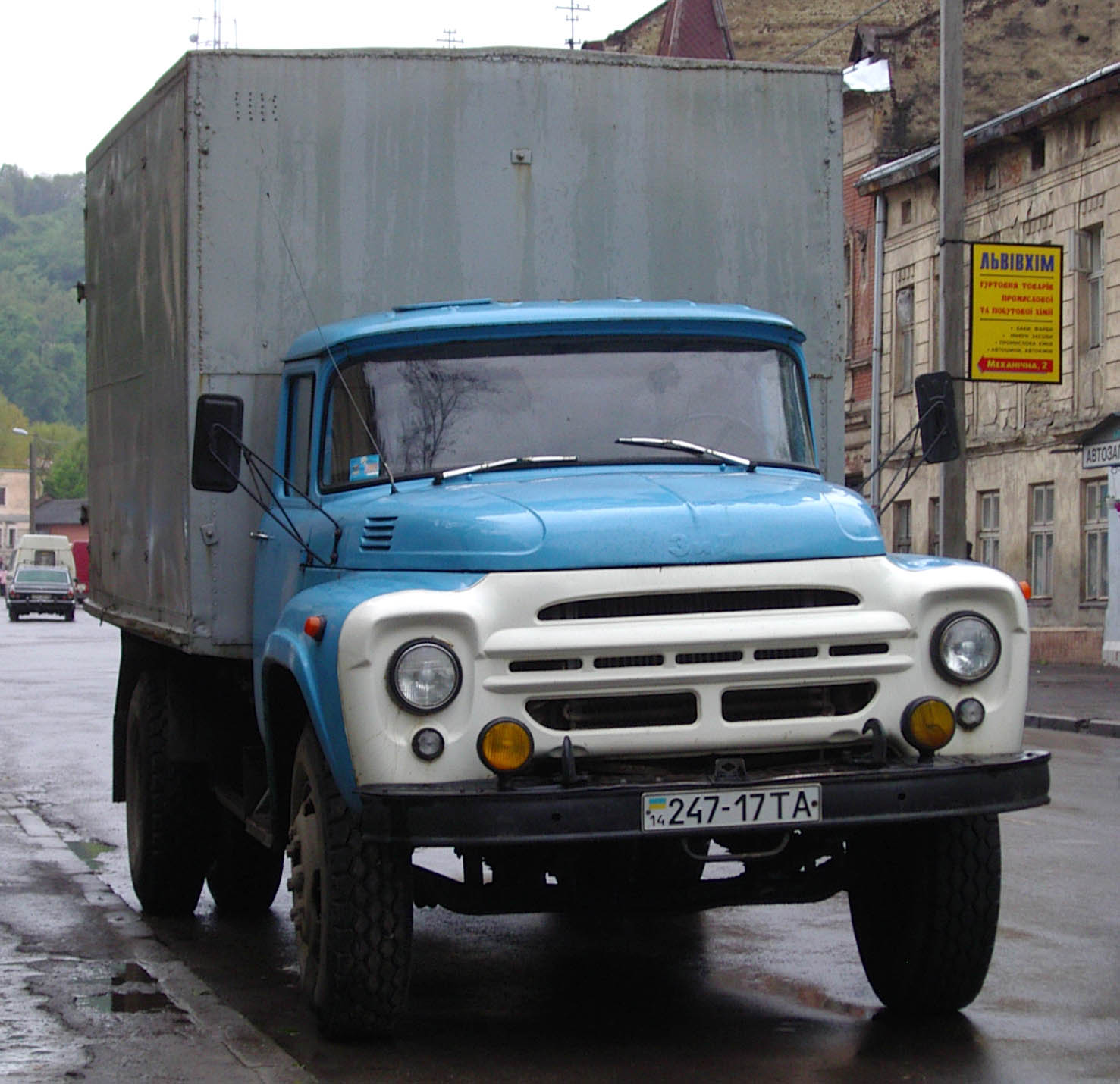
ZIL 130
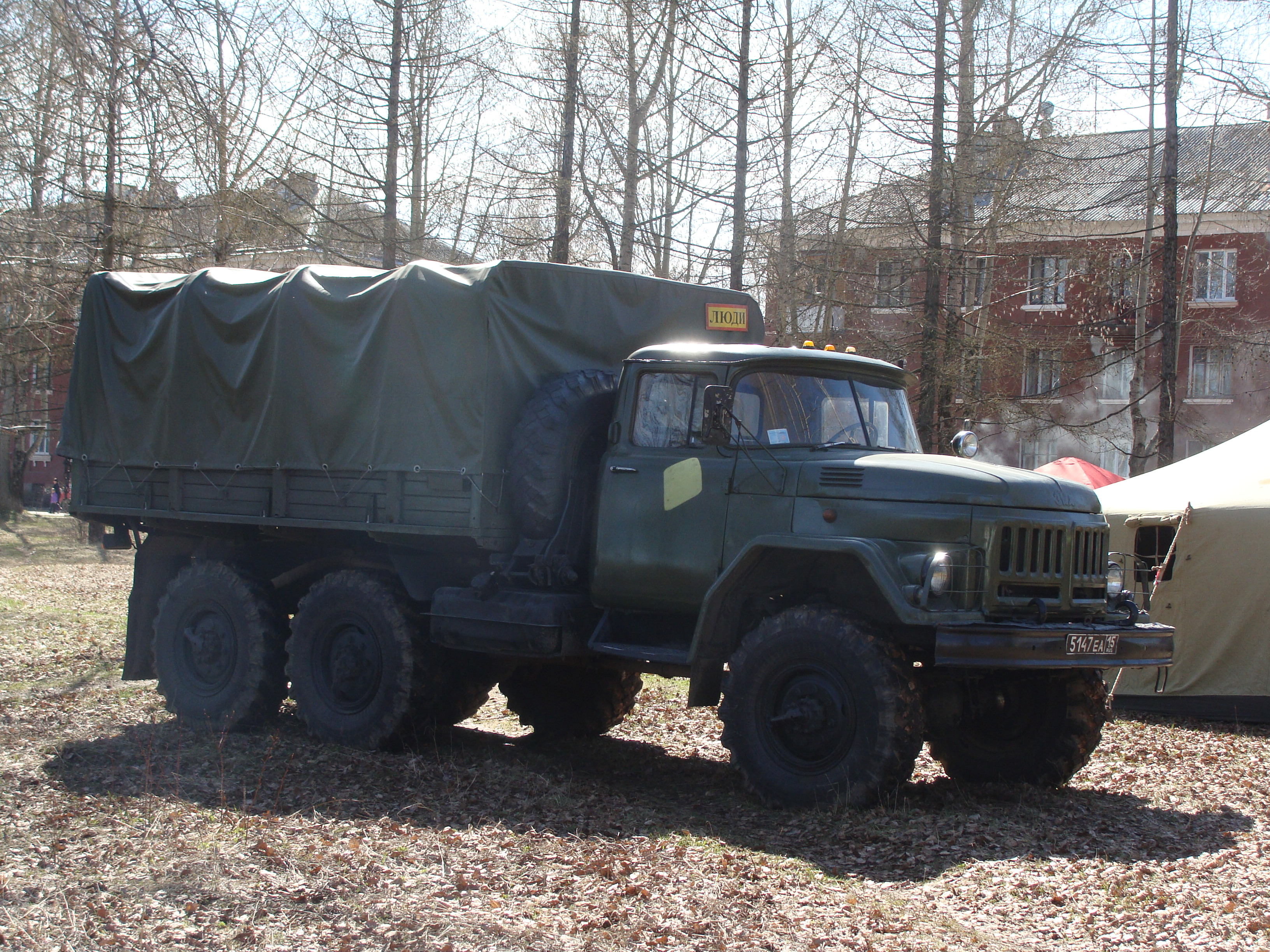
ZIL-131
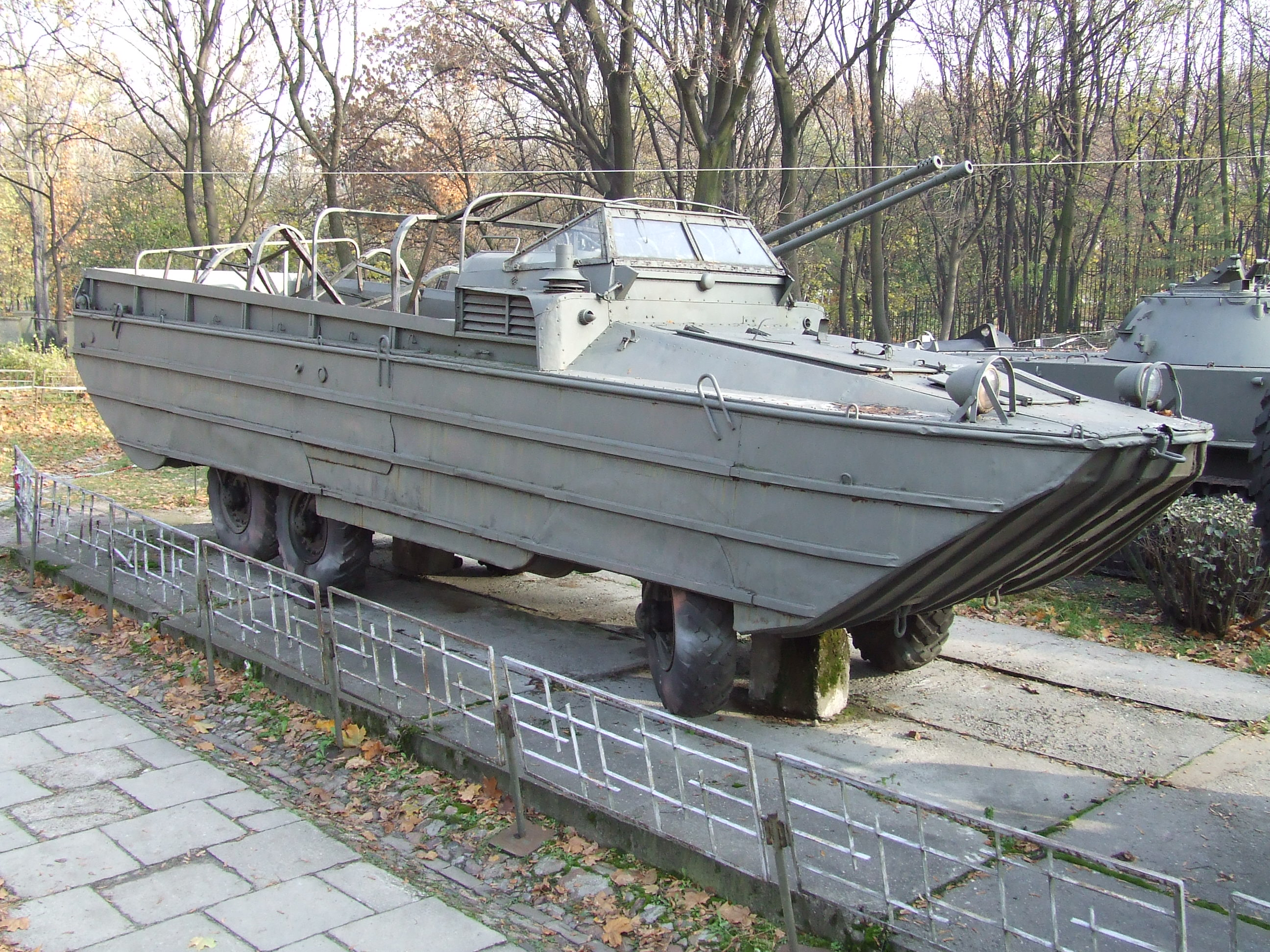
ZIL-485 BAV
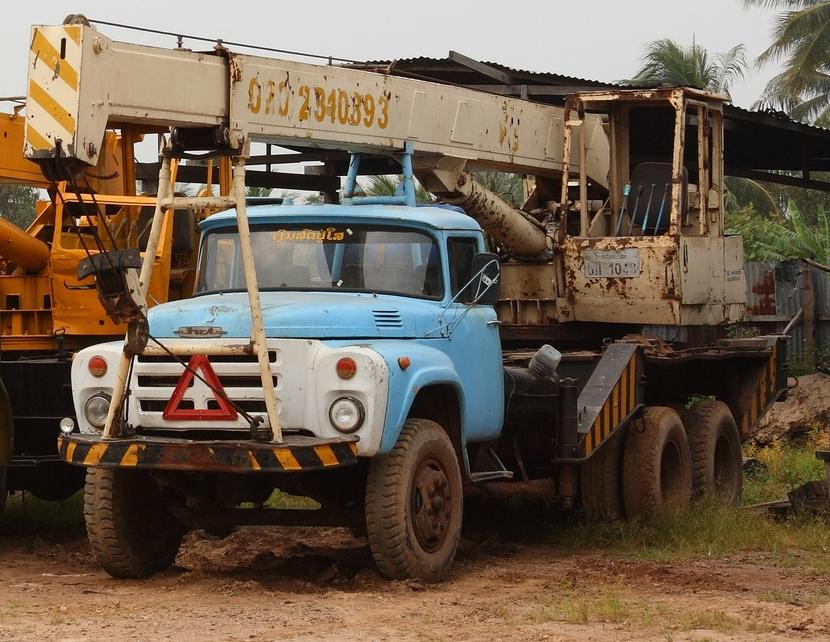
ZIL-133
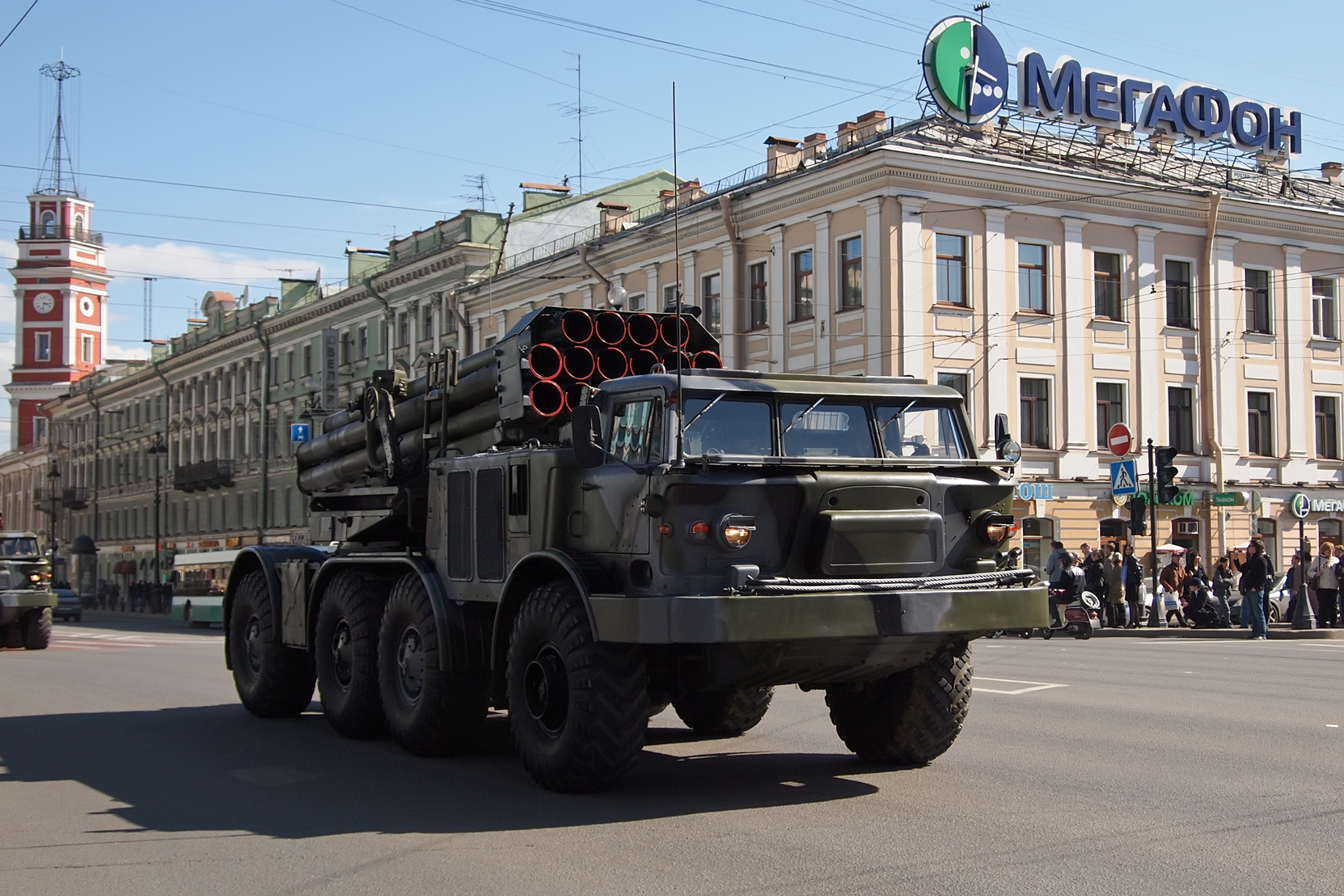
BM-27 Uragan on ZIL-135
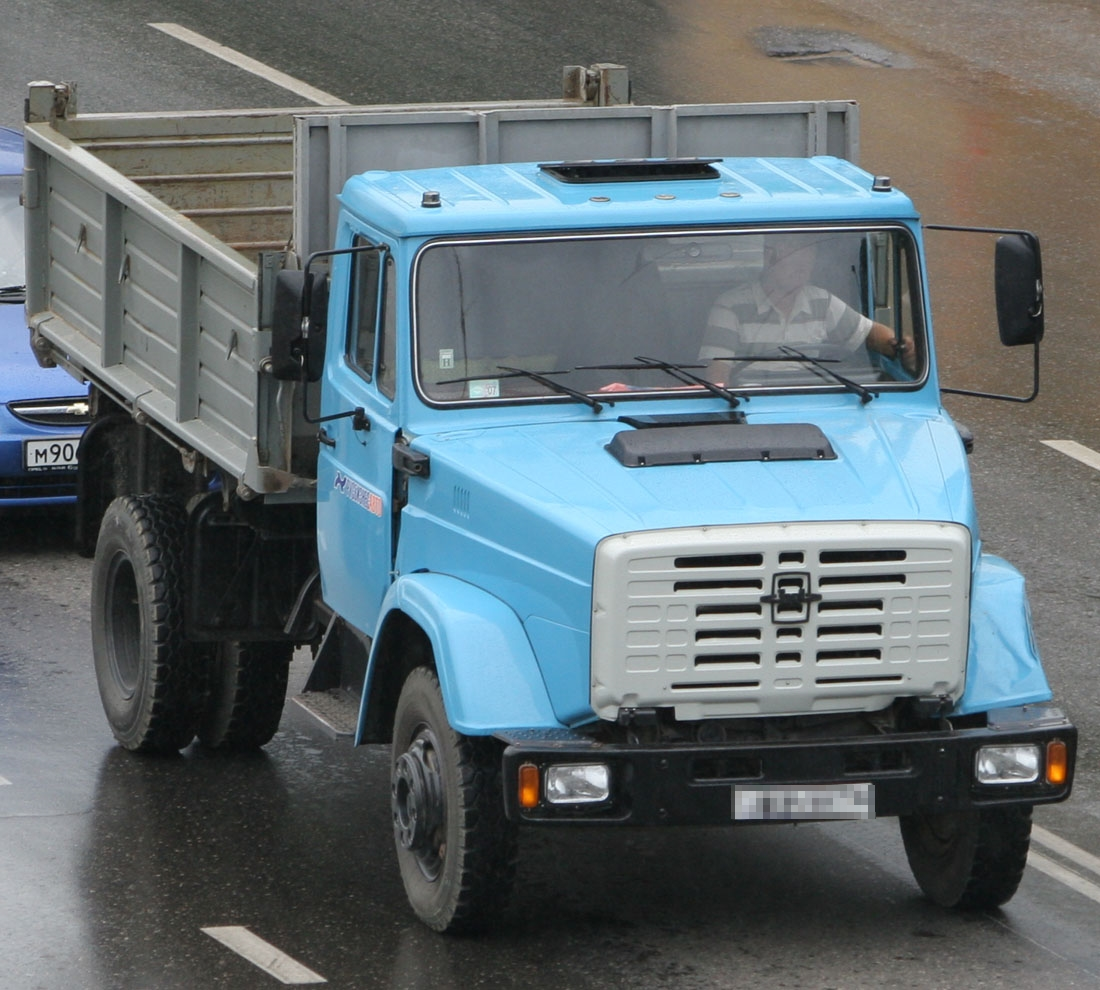
ZIL 4331
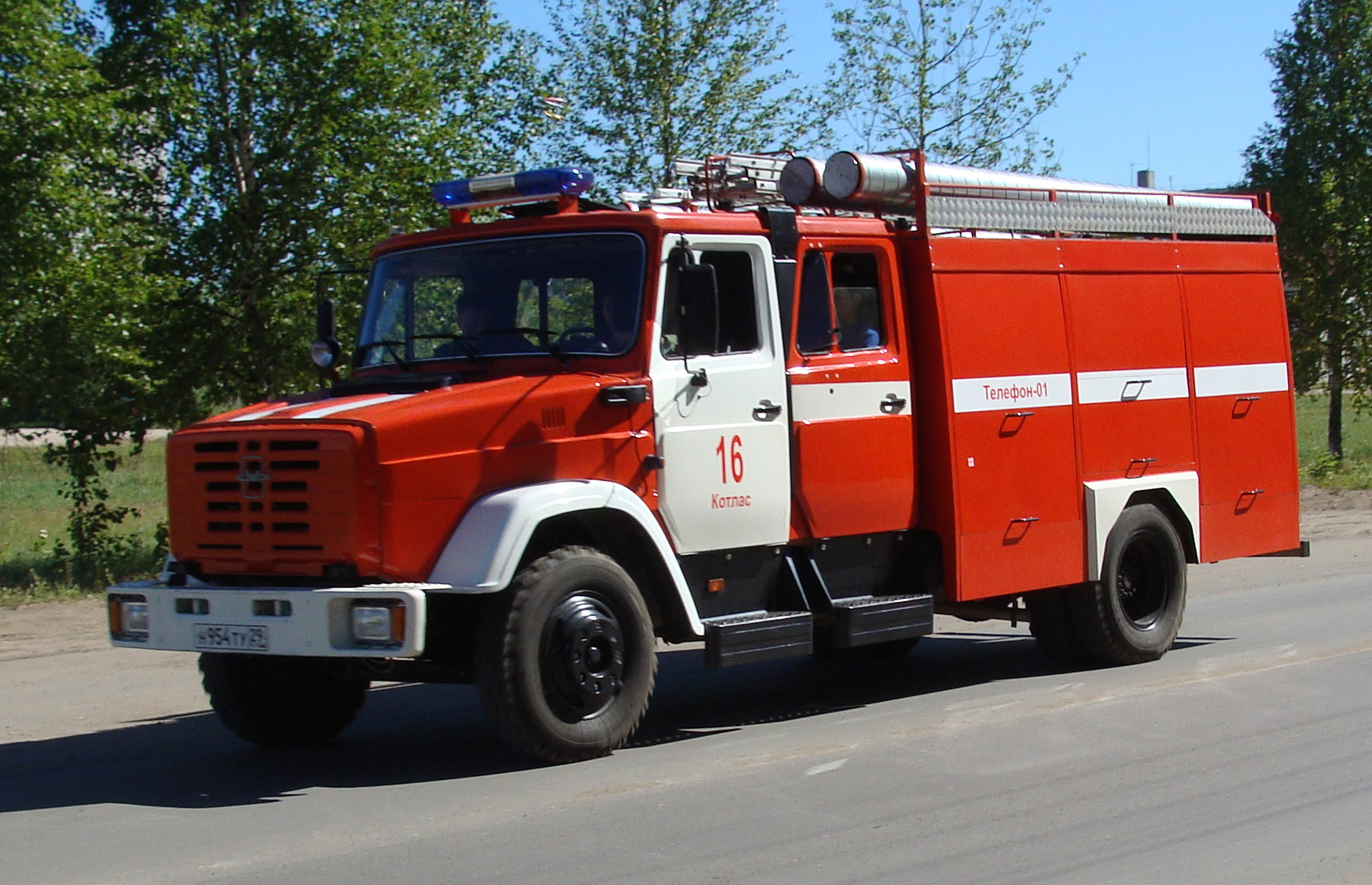
fire truck AC 3.2-40 (ZiL-4331)
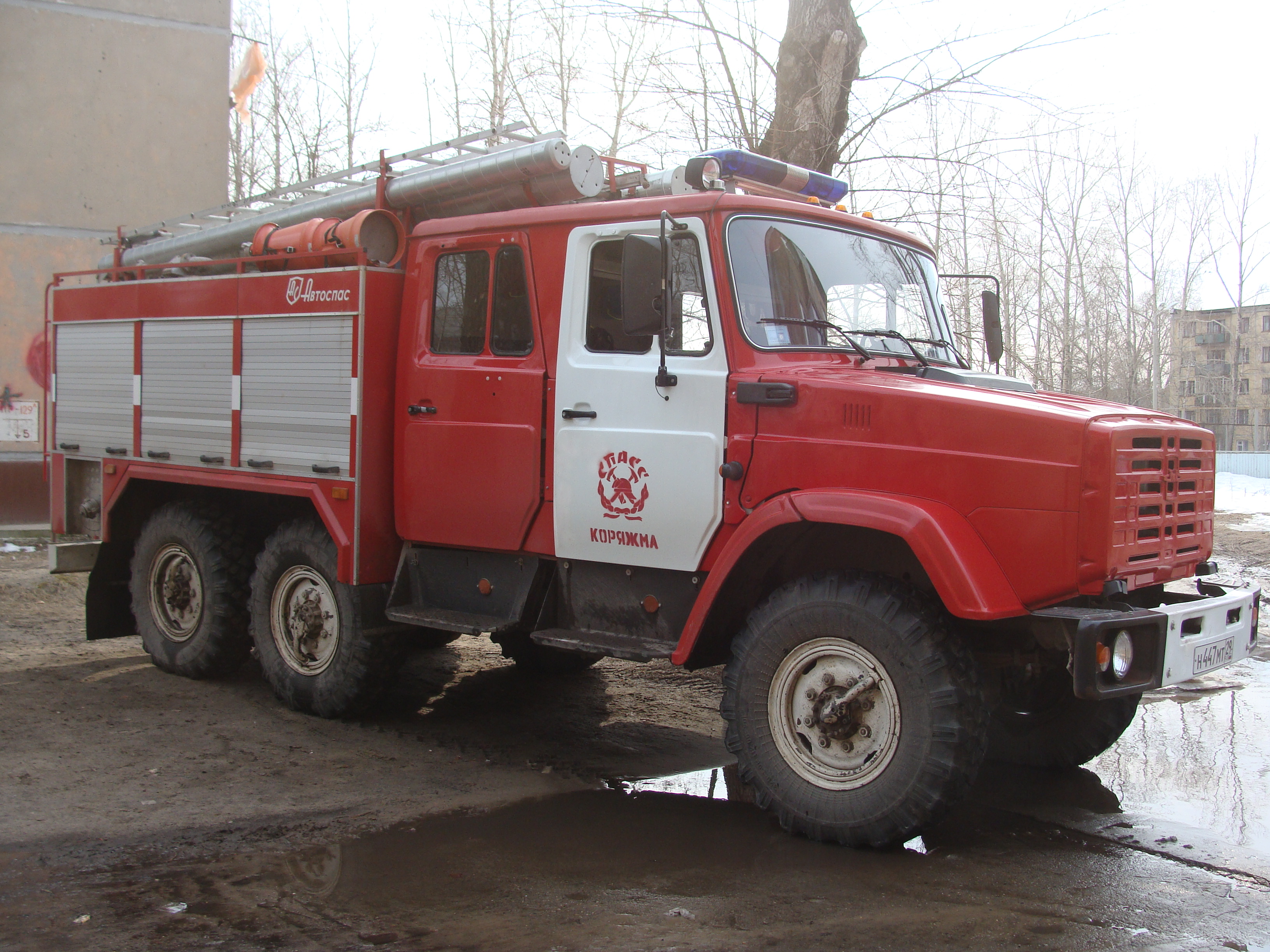
fire truck AC 3,0-40 (ZiL-4334)
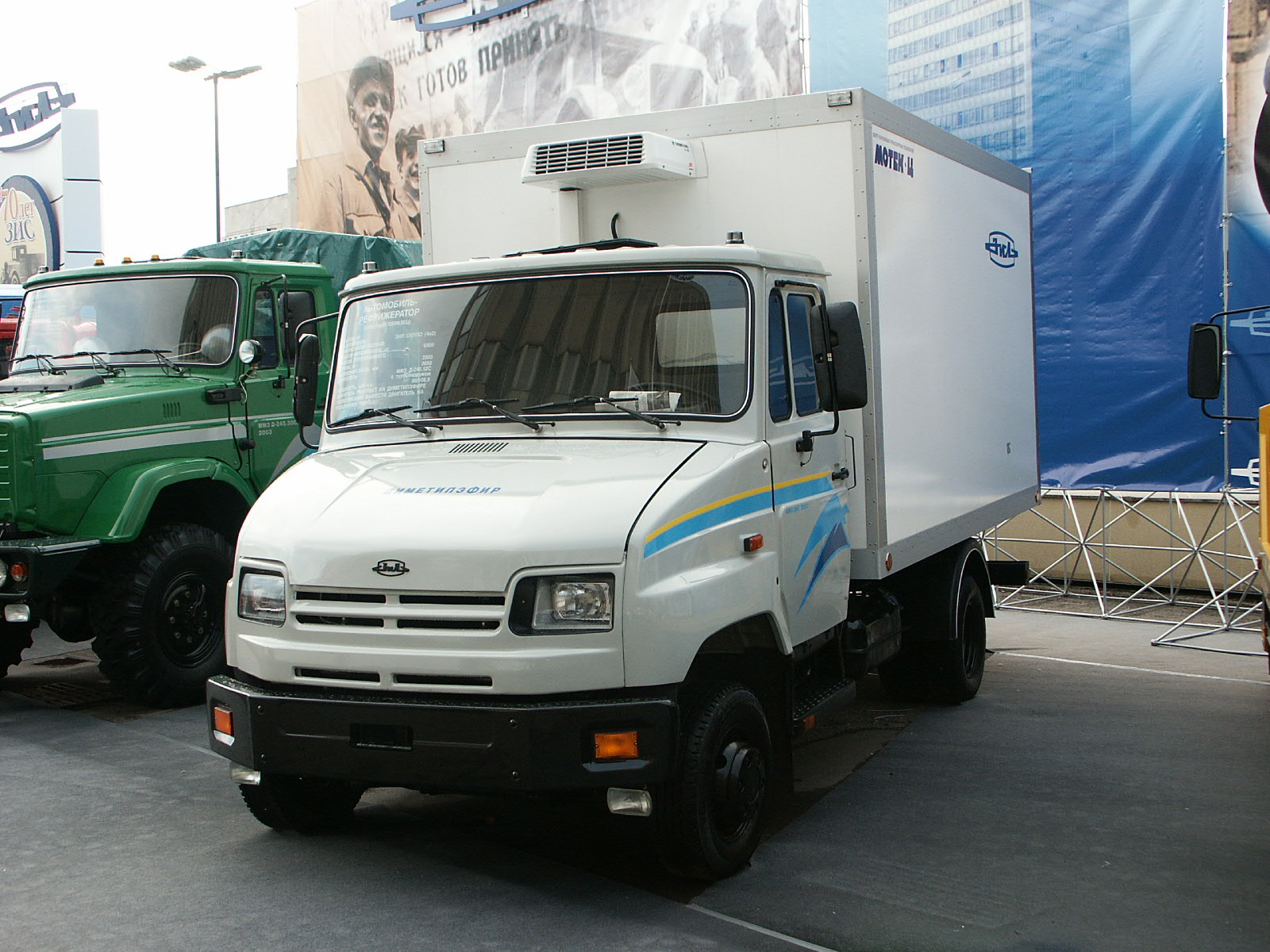
ZIL 5301 Bychok ("Bull")

### 大客车

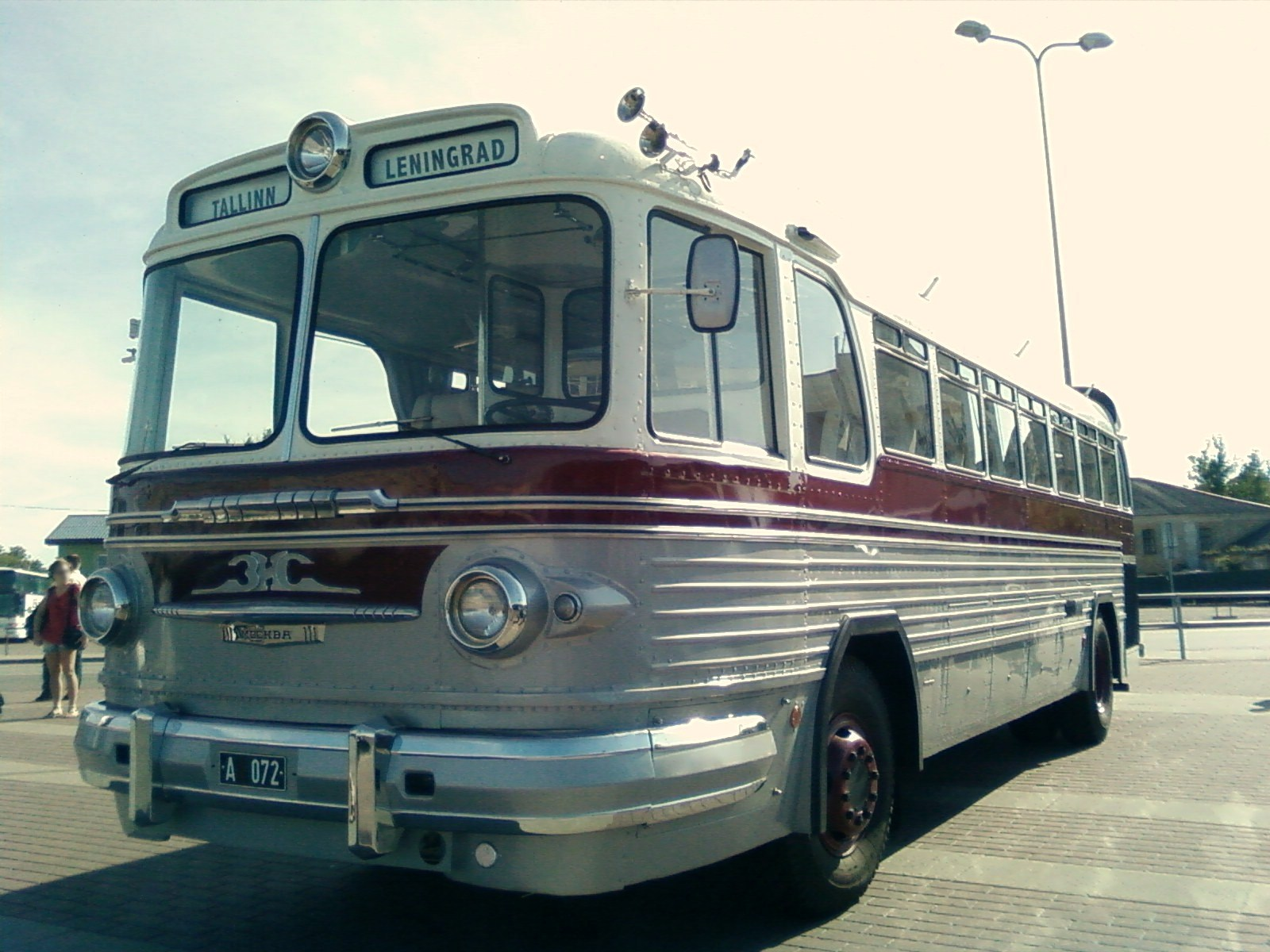
interurban bus ZIS-127

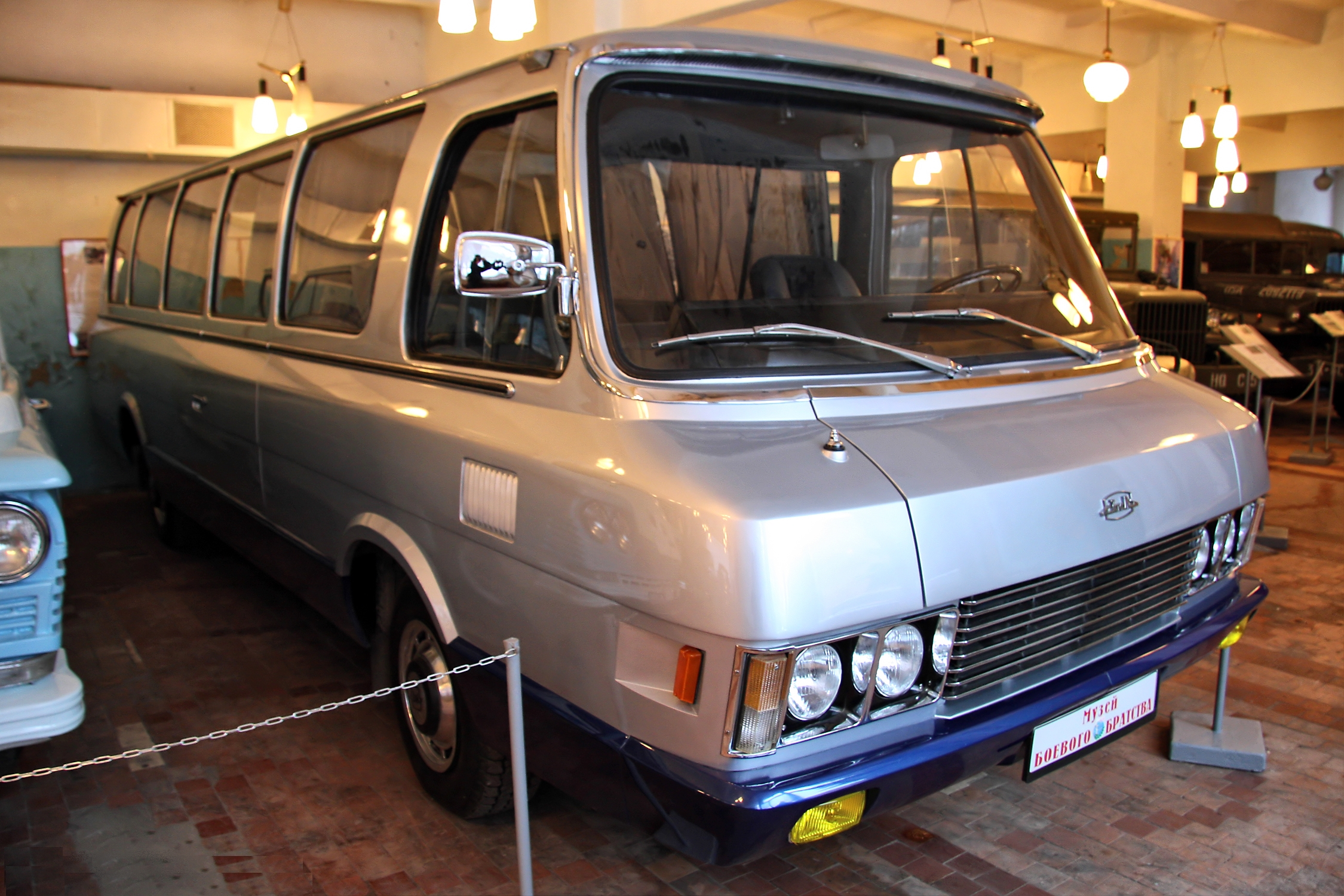
ZIL-119

- AKZ-1 (1947-1948, based on ZIS-150 truck)
- AMO-4（英语：AMO-4） (1932-1934, based on the AMO-3)
- ZIS-lux（英语：ZIS-lux） (prototype, based on the ZIS-6, 1934)
- ZIS-8（英语：ZIS-8） (1934-1938, 基于ZIS-11)
- ZIS-16（英语：ZIS-16） (1938-1942, 基于ZIS-5)
- ZIS-17（英语：ZIS-17） (prototype, based on the ZIS-15, 1939)
- ZIS-44（英语：ZIS-44） (based on the ZIS-5)
- ZIS-127（英语：ZIS-127） (1955-1961)
- ZIL-129（英语：ZIL-129） (short-range version of ZIS-127)
- ZIS-154（英语：GM "old-look" transit bus#ZIS-154） (1946–1950)
- ZIS-155（英语：GM "old-look" transit bus#ZIS-155） (1949–1957)
- ZIL-118（英语：ZIL-118） "Yunost" (1962-1970, based on ZIL-111)
- ZIL-119（英语：ZIL-118） (1971-1994, based on ZIL-118; also called ZIL-118K)
- ZIL-158（英语：ZIL-158） (1957-1959, based on ZIL-164)
- ZIL-159（英语：ZIL-159） (1959, prototype for LiAZ)
- ZIL-3207（英语：ZIL-118） (1991-1999, based on ZIL-41047)
- ZIL-3250（英语：ZIL-3250） (1998-present, based on ZIL-5301)

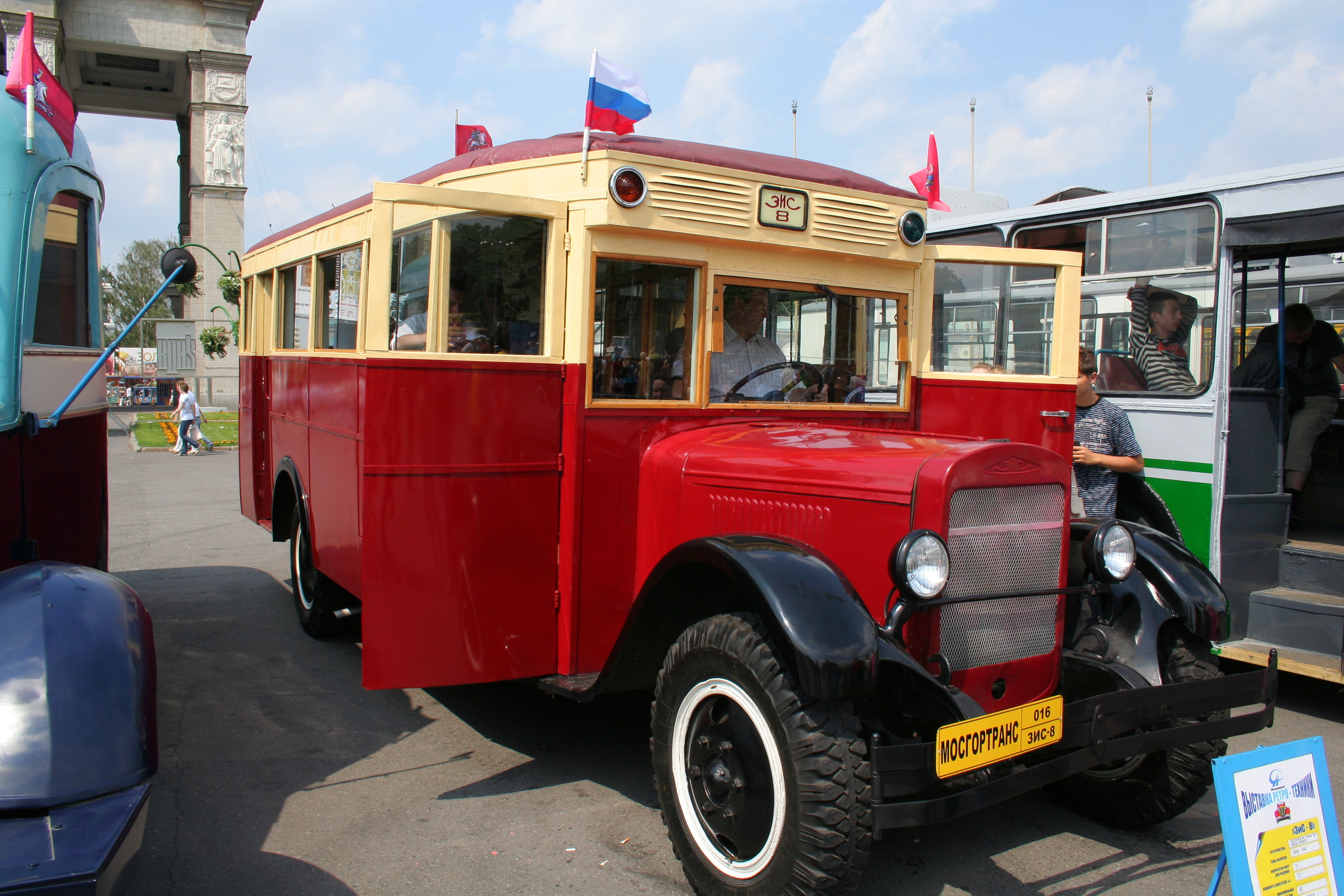
ZIS-8
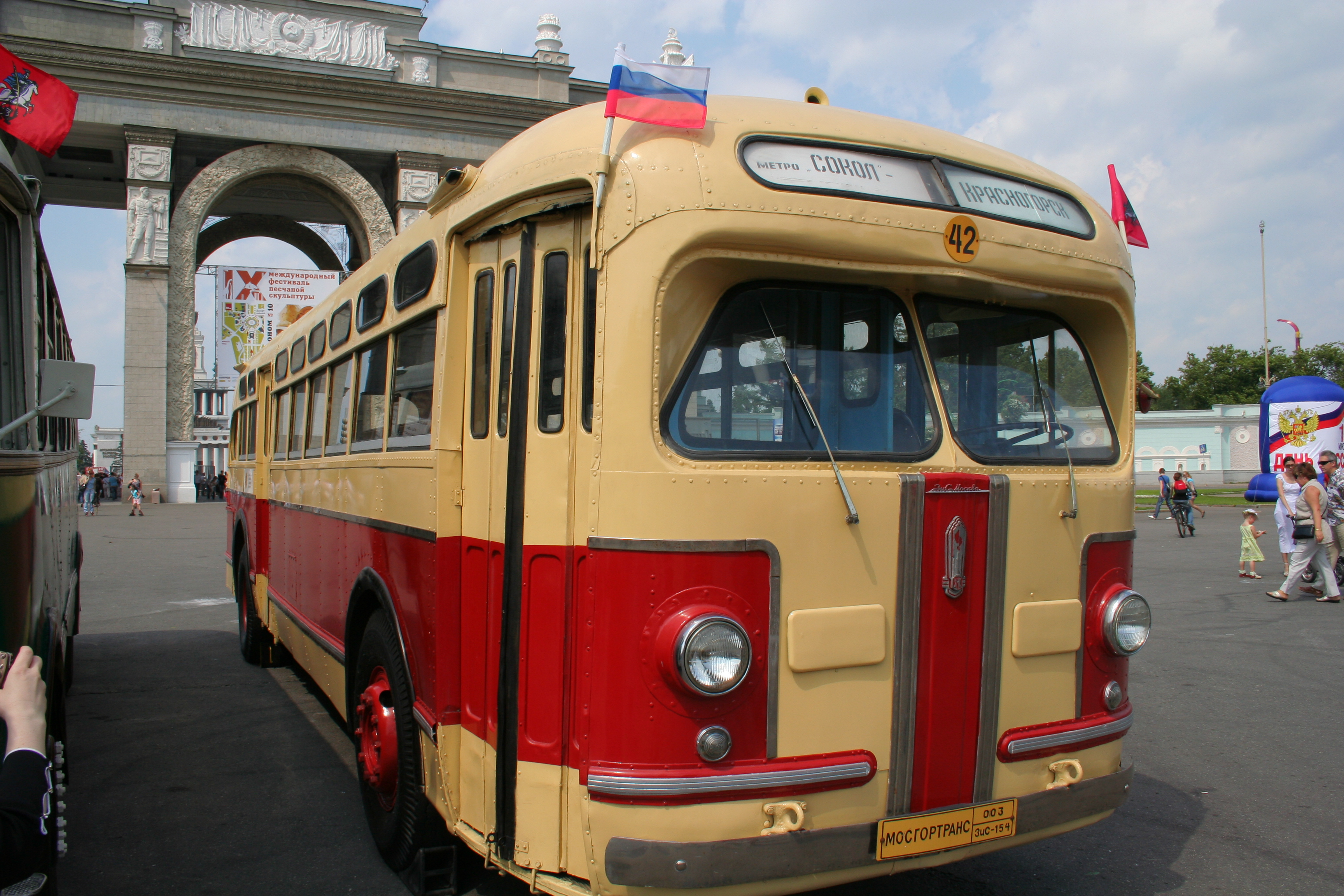
ZIS-154
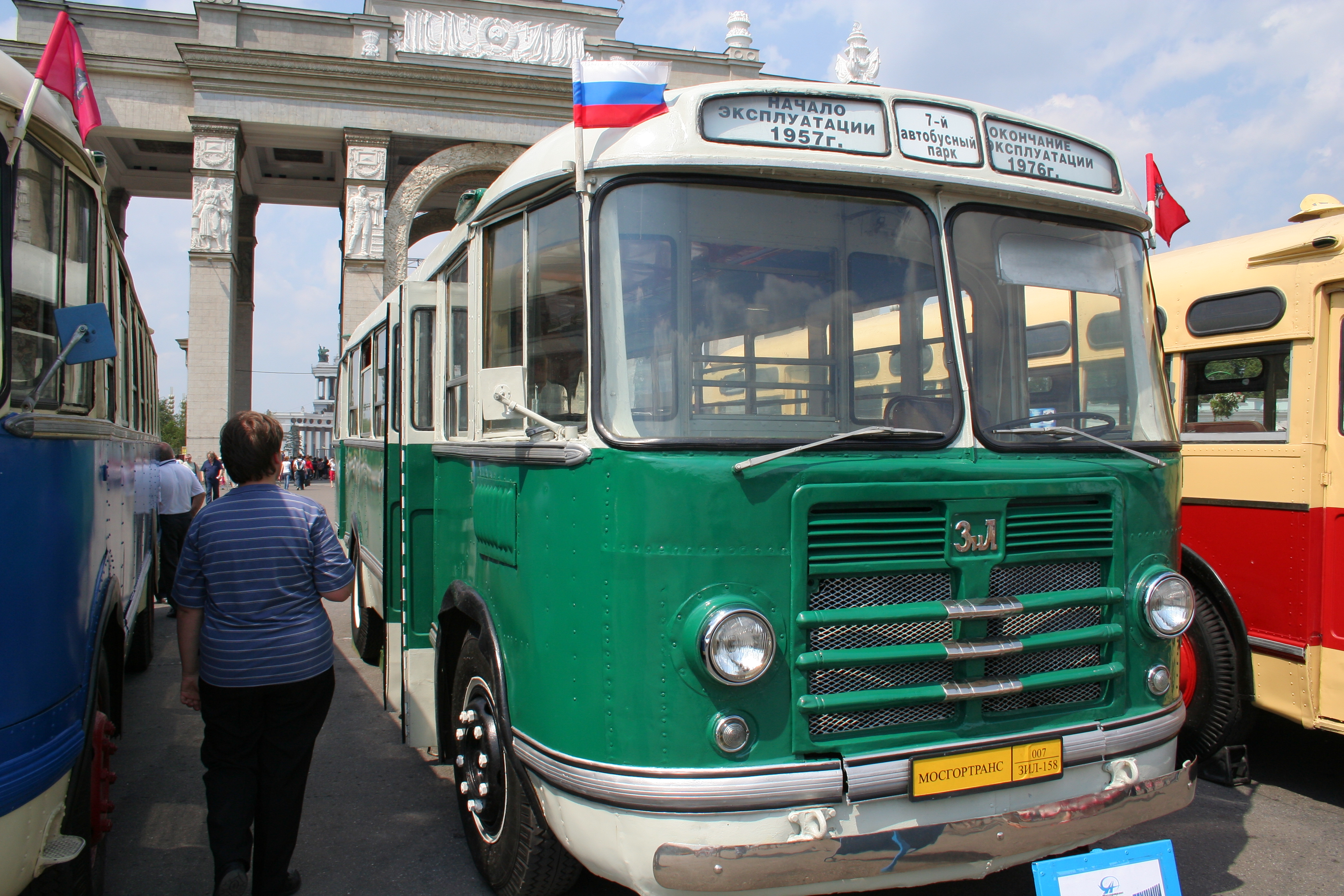
ZIL-158
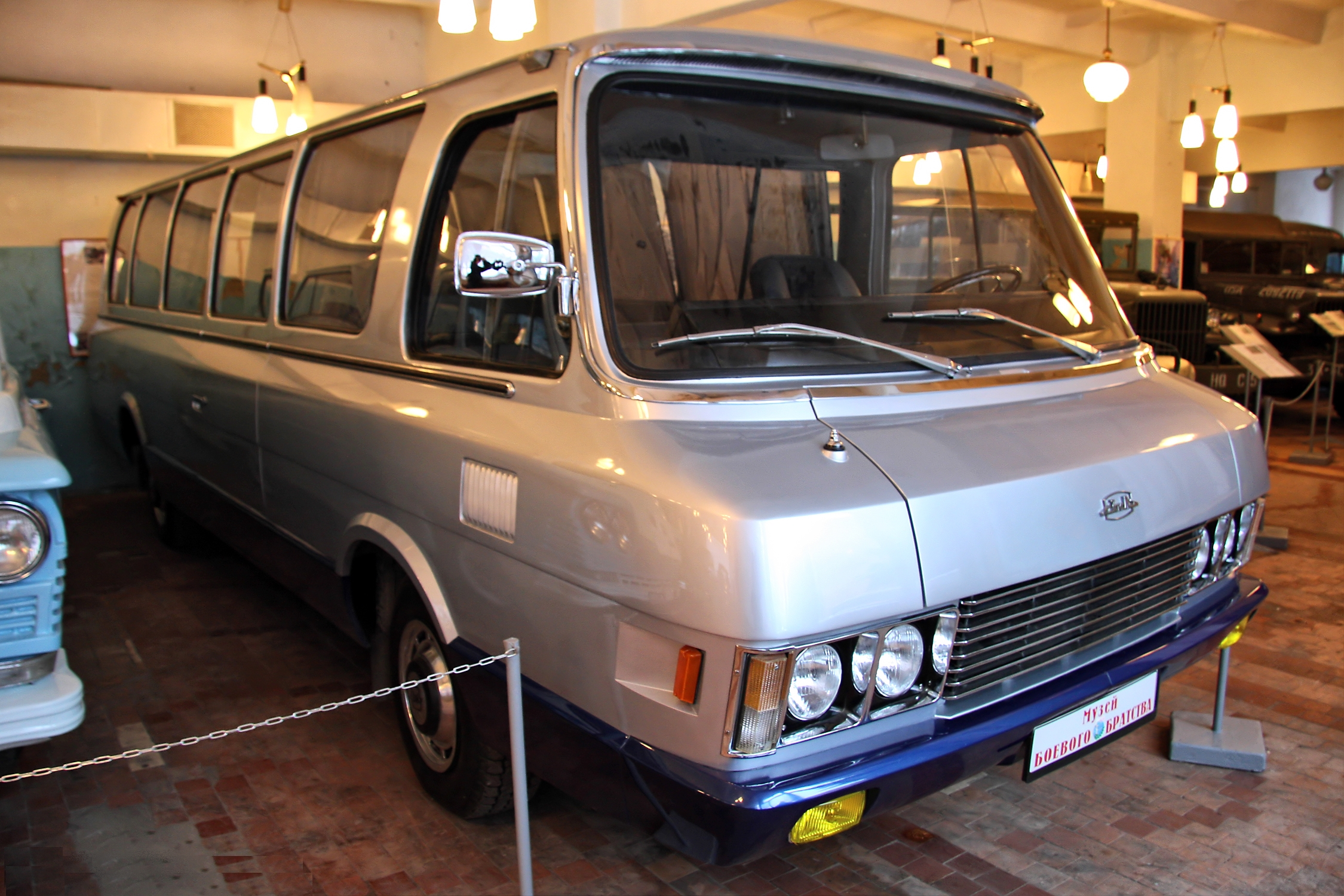
ZIL-119

### 运动型车

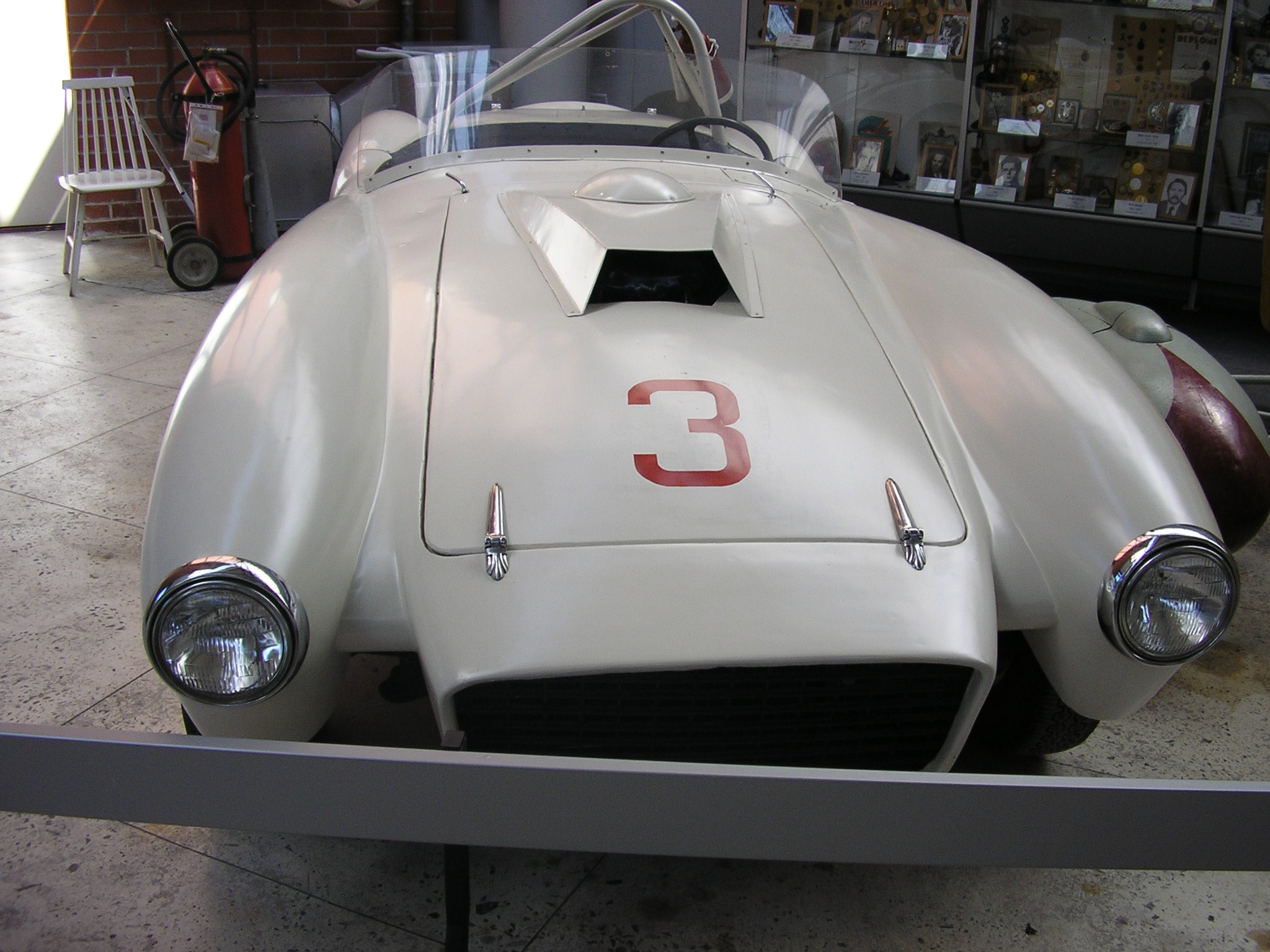
ZIS-112 Sports

- ZIS-101 Sport（英语：ZIS-101） (1939)
- ZIS-112/1（英语：ZIS-112/1） (1951, based on ZIS-110)
- ZIS-112/2（英语：ZIS-112/2） (1956)
- ZIS-112/3（英语：ZIS-112/3） (1956)
- ZIL-112/4（英语：ZIL-112/4） (1957)
- ZIL-112/5（英语：ZIL-112/5） (1957, lengthened ZIL-112/4)
- ZIL-112 Sports（英语：ZIL-112 Sports） (1960–62)
- ZIL-412 S（英语：ZIL-412 S） (1962)

### 其它

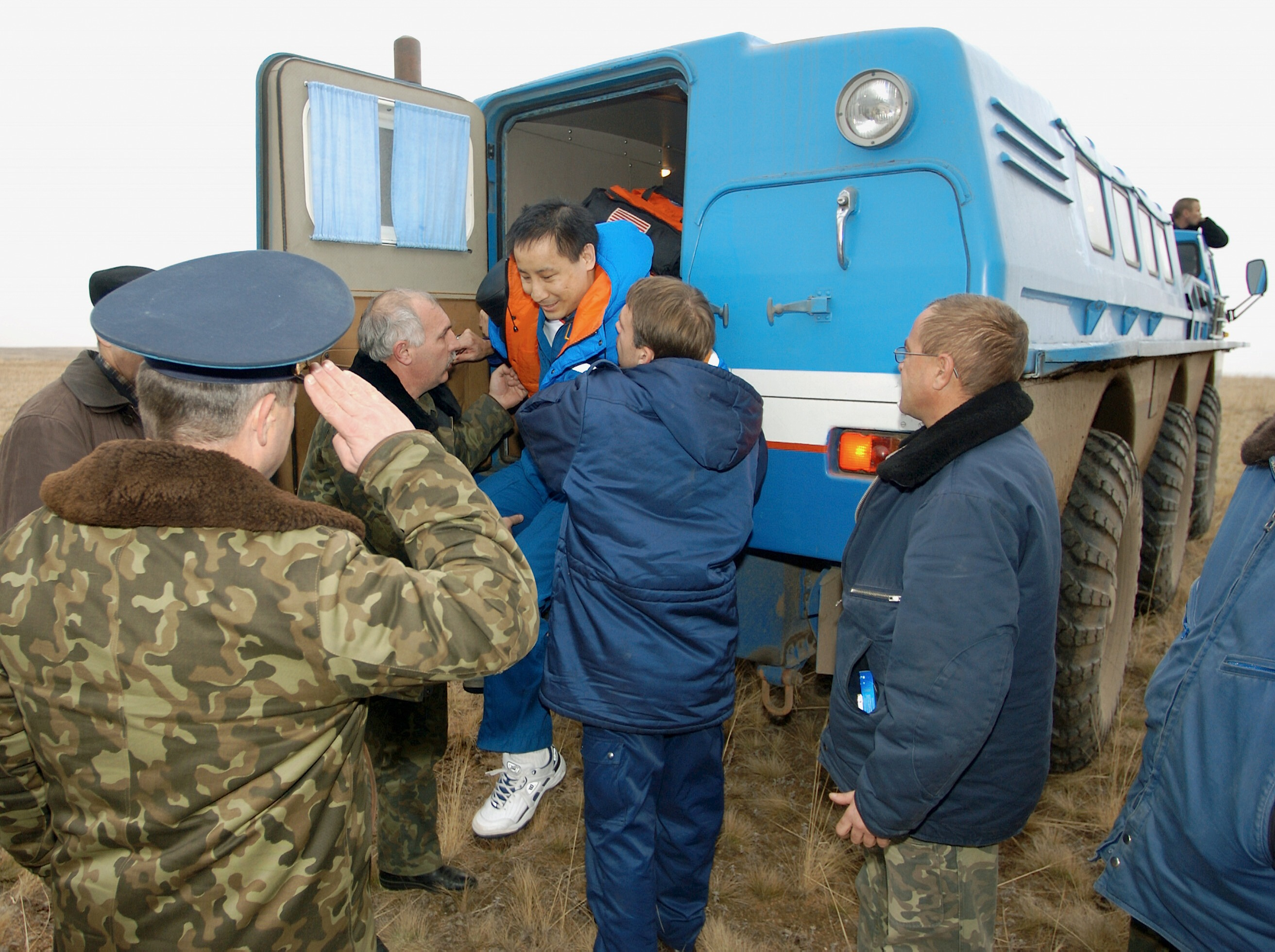
Astronaut Edward T. Lu, having landed with Soyuz TMA-2, is being recovered with a ZIL-49061 vehicle.

- B-3 half-tracked transporter
- ZIS-152（英语：BTR-152） armored personnel carrier
- PES-1（英语：PES-1） amphibious vehicle (1966)
- ZIL-PKU-1（英语：ZIL-PKU-1） pneumatic tracked off-road vehicle (1965)
- ZIL-SHN-1（英语：ZIL-SHN-1） Amphibious Screw Vehicle (1968)
- ZIL-29061 Amphibious Screw Vehicle
- ZIL-4904（英语：ZIL-4904） Amphibious Screw Vehicle
- ZIL-49042（英语：ZIL-49042） prototype for "Bluebird" (1973)
- ZIL-4906（英语：ZIL-4906） (1975?) "Bluebird" 6-wheeled amphibious vehicle, designed to carry the ZIL-2906. Used for the recovery of Soyuz capsules.[1]
- ZIL-49061（英语：ZIL-49061） (1975?) Amphibious rescue vehicle, passenger version of the ZIL-4906. Used for the recovery of Soyuz crews.

## 参見
- 苏联第92火炮厂（英语：Artillery Factory No. 92）也以斯大林命名(ZiS)
- GM "old-look" transit bus: Soviet versions（英语：GM "old-look" transit bus#Soviet versions） (ZIS-154 & ZIS-155)